# Xiaomi
Xiaomi Corporation, formalmente registrata come Xiaomi Inc. (/ˈɕiɑʊ̯mi/, 小米科技S, Xiǎomǐ KējìP/) comunemente nota come Xiaomi è un'impresa multinazionale cinese che opera nel campo dell'elettronica di consumo, fondata in Cina nel 2010 da Lei Jun e con sede a Pechino. Xiaomi produce cellulari, apps, portatili, dispositivi per la casa, auricolari, monopattini elettrici, smart TV, automobili e altri prodotti di uso quotidiano. È il terzo marchio di telefonia più venduto al mondo dopo Samsung e Apple.
Nel corso degli anni la società ha anche creato dei marchi indipendenti: Redmi, Black Shark e POCO.

## Storia
Fondata nel 2010 da Lei Jun e Bin Lin, ricevette l'attenzione dei mass media dopo il rilascio del cellulare economico Xiaomi Phone (o Xiaomi Mi1) nel settembre 2011.
Nel 2013 Xiaomi ha dichiarato di aver venduto più di trecentomila cellulari Mi2, inoltre la stessa impresa ha più volte spiegato di limitare la produzione dei suoi prodotti a piccoli lotti in base alle richieste dei consumatori. Lei Jun ha previsto una vendita di quasi due milioni di cellulari entro la fine del 2012. Il 5 settembre Lei Jun ha presentato il loro terzo terminale, il Mi3, disponibile in due versioni: la prima monta un quad-core Snapdragon 800 (MSM8974AB) e la seconda, invece, monta un NVIDIA Tegra 4. Nello stesso evento è stata presentata anche la MiTV, una Smart TV di 47" con un sistema operativo basato su Android.
Il 22 luglio l'azienda ha presentato il suo quarto terminale, chiamato Xiaomi Mi4 con un processore quad-core Qualcomm Snapdragon 801 (MSM8974AC) ed un display 5 pollici con risoluzione Full HD (1920x1080 pixel) con una densità di pixel per pollice pari a 441. Nello stesso giorno è stato presentato il loro primo smartband chiamato Xiaomi Mi Band con una classificazione IP67 e una batteria da 410 mAh che riesce a coprire almeno 30 giorni di utilizzo. Il 25 gennaio 2015, Xiaomi Tech ha annunciato i suoi primi phablet di fascia alta, il Mi Note ed il Mi Note Pro. Il primo vanta uno schermo FullHD da 5,7", un Soc Snapdragon 801 in versione MSM8974AC e 3 GB di memoria RAM, il secondo invece possiede uno schermo 2K, un SoC Snapdragon 810 e 4 GB di LPDDR4. Il 23 aprile 2015 l'azienda presenta in India un nuovo cellulare, lo Xiaomi Mi 4i; è dotato di una scocca in policarbonato, uno schermo Sharp Full HD da 5", un Soc Snapdragon 615 di seconda generazione accoppiato ad una Adreno 405, 2 GB di memoria RAM, 16 GB di ROM, fotocamera Sony IMX214 da 13 MP con rapporto focale f/2.0 e flash dual tone. È il primo dispositivo della casa cinese ad essere basato su Android Lollipop 5.0.2 già dal momento della commercializzazione.
Il 22 settembre 2015 è stata presentata ufficialmente una versione potenziata del Mi 4i, il Mi 4c. Esso monta un processore Soc Snapdragon 808 con GPU Adreno 418. Possiede uno schermo 5" Full HD, fotocamera Sony IMX214 da 13mpx con rapporto focale f/2.0 e flash dual tone, una batteria da 3080 mAh e 2/3 GB di RAM e 16/32 di ROM.
Il 23 novembre 2015 Xiaomi presenta il nuovo Mi Pad 2, successore di Mi Pad con processore Intel Cherry Trail e il Redmi Note 3, successore di Redmi Note 2, avente il medesimo processore ma con l'eventuale disponibilità della versione da 3 GB di RAM. È inoltre il primo dispositivo Xiaomi ad avere un sensore di impronte digitali.
Nel corso dell'anno 2016 Xiaomi ha presentato numerosi cellulari: Mi Mix (che ha un particolare display senza bordi, con circa il 90% della parte frontale occupata dallo schermo), Mi Note 2, Mi5s, Mi5s Plus, Mi Max, Redmi Note 4, Redmi 4, Redmi 4A e Redmi 4 Pro.
Il 24 maggio 2018 l'azienda arriva ufficialmente in Italia con diversi prodotti, tra cellulari e altro. Il 26 maggio 2018 apre il primo Mi Store italiano presso il centro commerciale Il Centro di Arese. A luglio stringe una alleanza con Fastweb. L'anno dopo, rende disponibile per Vodafone il primo cellulare predisposto per il 5G, il Mi Mix 3, e rende Redmi una sottomarca indipendente dalla casa madre.

## Il nome
Il nome (小米) deriva dalla parola cinese per "miglio" che è composta dagli ideogrammi 小 (xiǎo), che significa "piccolo", e da 米 (mǐ), che significa "riso". Nel 2011 l'AD Lei Jun ha dichiarato, che ci sono più interpretazioni oltre a "miglio" e "riso". Lei Jun ha messo in relazione 小 con il concetto buddista secondo il quale "un singolo chicco di riso di un buddista è grande come una montagna", che sta ad indicare l'intenzione dell'azienda di lavorare partendo dalle piccole cose, invece che cominciare da subito ad arrovellarsi con il raggiungimento della perfezione; mentre 米, pronunciato mǐ, è ufficialmente un acronimo di "Mobile Internet", ma anche di "Mission Impossible" (quest'ultimo fa riferimento agli ostacoli incontrati nell'avviare l'azienda).

## Attività
Il successo di Xiaomi è dovuto principalmente alla creazione di terminali con hardware di ultima generazione associato però a una politica dei prezzi molto aggressiva. Ad esempio uno degli ultimi terminali prodotti da Xiaomi, il Mi9 pur essendo dotato dello stesso processore (un octa-core Snapdragon 855) e della stessa GPU (Adreno 640) montati su terminali di altri concorrenti, costa, sul mercato cinese, significativamente di meno.
Essa sviluppa MIUI, un sistema operativo per cellulari con supporto a decine di terminali, basato su varie versioni di Android (piattaforma per dispositivi portatili) e che ha una certa diffusione; in base ad alcuni dati del 28 ottobre 2014, Xiaomi risulta essere il terzo produttore mondiale di cellulari. Parallelamente alla produzione di cellulari, Xiaomi è diventata nell'ultimo periodo un prolifico produttore di altri dispositivi elettronici, sia indossabili che assimilabili alla categoria "Smart Home". Tra questi, i più noti sono il Mi Band, un braccialetto in grado di misurare le attività fisiche, Mi Smart Scale, una bilancia pesapersone elettronica, powerbank, router wifi, una videocamera digitale, un depuratore d'acqua, un purificatore d'aria, un gamepad, cuffie, auricolari, altoparlante bluetooth, la Mi Box per sfruttare dei contenuti multimediali in tv, e molti altri accessori.

## Prodotti

### Smartphone

#### Xiaomi Mi (2011-2021)
| Modello                      | Anno              | Display                                                                  | Chipset | GPU | Archiviazione interna | RAM | Fotocamera | Fotocamera                                                         | Batteria | Sistema operativo      | Sistema operativo |                    |          |                    |            |
| Modello                      | Anno              | Display                                                                  | Chipset | GPU | Archiviazione interna | RAM | Principale | Frontale                                                           | Batteria | Di fabbrica            | Attuale |                    |          |                    |            |
| ---------------------------- | ----------------- | ------------------------------------------------------------------------ | --- | --- | --------------------- | --- | --- | ------------------------------------------------------------------ | -------- | ---------------------- | --- | ------------------ | -------- | ------------------ | ---------- |
| Xiaomi Mi 1                  | 2011              | 4" IPS, 480 × 854                                                        | Qualcomm Snapdragon S3 (2 × 1,5 GHz)                                                                            | Qualcomm Adreno 220 | 4 GB                  | 1 GB | 8 MP | 2 MP                                                               | 1930 mAh | Android 2.3 MIUI V2.3  | Android 4.1 MIUI V5 |                    |          |                    |            |
| Xiaomi Mi 1S                 | 2012              | 4" TFT, 480 × 854                                                        | Qualcomm Snapdragon S3 (2 × 1,7 GHz Scorpion)                                                                   | Qualcomm Adreno 220 | 4 GB                  | 1 GB | 8 MP con autofocus e HDR | 2 MP                                                               | 1930 mAh | Android 4.0            | Android 4.1 MIUI V5 |                    |          |                    |            |
| Xiaomi Mi 2                  | 2012              | 4.3" IPS HD, 720 × 1280                                                  | Qualcomm Snapdragon S4 Pro (4 × 1,5 GHz Krait)                                                                  | Qualcomm Adreno 320 | 16/32 GB              | 2 GB | 8 MP con autofocus e HDR | 2 MP                                                               | 2000 mAh | Android 4.1 MIUI V5    | Android 4.4.4 MIUI 5 |                    |          |                    |            |
| Xiaomi Mi 2S                 | 2013              | 4.3" IPS HD, 720 × 1280                                                  | Qualcomm Snapdragon S4 Pro (4 × 1,5 GHz Krait)                                                                  | Qualcomm Adreno 320 | 16/32 GB              | 2 GB | 8 MP con HDR (versione 16 GB) 13 MP con autofocus e HDR (versione 32 GB) | 2 MP                                                               | 2000 mAh | Android 4.1 MIUI V5    | Android 4.4.4 MIUI 5 |                    |          |                    |            |
| Xiaomi Mi 2A                 | 2013              | 4.5" IPS LCD HD, 720 × 1280                                              | Xiaolong S4 Pro (2 × 1,7 GHz)                                                                                   | Qualcomm Adreno 320 | 16 GB                 | 1 GB | 8 MP con autofocus e HDR | 2 MP                                                               | 2030 mAh | Android 4.1 MIUI V5    | Android 6.0 MIUI 5 |                    |          |                    |            |
| Xiaomi Mi 3                  | 2013              | 5" IPS LCD Full HD, 1080 × 1920                                          | Qualcomm Snapdragon 800 (4 × 2,3 GHz Krait 400)                                                                 | Qualcomm Adreno 330 | 16/64 GB              | 2 GB | 13 MP con autofocus e HDR | 2 MP                                                               | 3050 mAh | Android 4.3 MIUI V5    | Android 6.0 MIUI 5 |                    |          |                    |            |
| Xiaomi Mi 4                  | 2014              | 5" IPS LCD Full HD, 1080 × 1920                                          | Qualcomm Snapdragon 801 (4 × 2,5 GHz Krait 400)                                                                 | Qualcomm Adreno 330 | 16/64 GB              | 2/3 GB | 13 MP con autofocus e HDR | 8 MP                                                               | 3080 mAh | Android 4.4.3 MIUI 5   | Android 6.0.1 MIUI 10 |                    |          |                    |            |
| Xiaomi Mi 4c                 | 2015              | 5" IPS LCD Full HD, 1080 × 1920                                          | Qualcomm Snapdragon 808 (4 × 1,4 GHz Cortex-A53 + 2 × 1,8 GHz Cortex-A57)                                       | Qualcomm Adreno 418 | 16/32 GB              | 2/3 GB | 13 MP con autofocus e HDR | 5 MP                                                               | 3080 mAh | Android 5.1.1 MIUI 8.2 | Android 7.0 MIUI 10 |                    |          |                    |            |
| Xiaomi Mi 4i                 | 2015              | 5" IPS Full HD, 1080 × 1920                                              | Qualcomm Snapdragon 615 (4 × 1,7 GHz Cortex-A53 + 4 × 1 GHz Cortex-A53)                                         | Qualcomm Adreno 405 | 16/32 GB              | 2 GB | 13 MP con autofocus e HDR | 5 MP                                                               | 3120 mAh | Android 5.0            | Android 5.0.2 MIUI 8.2 |                    |          |                    |            |
| Xiaomi Mi 4s                 | 2016              | 5" IPS Full HD, 1080 × 1920                                              | Qualcomm Snapdragon 808 (4 × 1,4 GHz Cortex-A53 + 2 × 1,8 GHz Cortex-A57)                                       | Qualcomm Adreno 418 | 64 GB                 | 3 GB | 13 MP con autofocus e HDR | 5 MP                                                               | 3260 mAh | Android 5.1 MIUI 8.2   | Android 7.0 MIUI 10 |                    |          |                    |            |
| Xiaomi Mi 5                  | 2016              | 5.15" IPS Full HD, 1080 × 1920                                           | Qualcomm Snapdragon 820 (2 × 1,8 GHz Kyro + 2 × 1,36 GHz Kyro)                                                  | Qualcomm Adreno 530 | 32 GB                 | 3 GB | 16 MP con autofocus, HDR e OIS | 4 MP                                                               | 3000 mAh | Android 6.0 MIUI 10    | Android 8.0 MIUI 10 |                    |          |                    |            |
| Xiaomi Mi5 Prime             | 2016              | 5.15" IPS Full HD, 1080 × 1920                                           | Qualcomm Snapdragon 820 (2 × 1,8 GHz Kyro + 2 × 1,36 GHz Kyro)                                                  | Qualcomm Adreno 530 | 64 GB                 | 3 GB | 16 MP con autofocus, HDR e OIS | 4 MP                                                               | 3000 mAh | Android 6.0 MIUI 10    | Android 8.0 MIUI 10 |                    |          |                    |            |
| Xiaomi Mi 5 Pro              | 2016              | 5.15" IPS Full HD, 1080 × 1920                                           | Qualcomm Snapdragon 820 (2 × 2,15 GHz Kyro + 2 × 1,6 GHz Kyro)                                                  | Qualcomm Adreno 530 | 128 GB                | 4 GB | 16 MP con autofocus, HDR e OIS | 4 MP                                                               | 3000 mAh | Android 6.0 MIUI 10    | Android 8.0 MIUI 10 |                    |          |                    |            |
| Xiaomi Mi 5C                 | 2017              | 5.15" IPS Full HD, 1080 × 1920                                           | Xiaomi Surge S1 (4 × 2,2 GHz Cortex-A53 + 4 × 1,4 GHz Cortex-A53                                                | Mali-T860MP4 | 64 GB                 | 3 GB | 12 MP con autofocus e HDR | 8 MP                                                               | 2860 mAh | Android 7.1 MIUI 8     | Android 7.1 MIUI 8 |                    |          |                    |            |
| Xiaomi Mi 5s                 | 2016              | 5.15" IPS LCD con 3D Touch Full HD, 1080 × 1920                          | Qualcomm Snapdragon 821 (2 × 2,15 GHz Kyro + 2 × 1,6 GHz Kyro)                                                  | Qualcomm Adreno 530 | 64/128 GB             | 3/4 GB | 12 MP con autofocus | 4 MP                                                               | 3200 mAh | Android 6.0 MIUI 10    | Android 8.0 |                    |          |                    |            |
| Xiaomi Mi 5S Plus            | 2016              | 5.7" IPS Full HD, 1080 × 1920                                            | Qualcomm Snapdragon 821 (2 × 2,35 GHz Kyro + 2 × 2,2 GHz Kyro)                                                  | Qualcomm Adreno 530 | 64/128 GB             | 4/6 GB | 13 MP principale con autofocus e HDR 13 MP B/N | 4 MP                                                               | 3800 mAh | Android 6.0 MIUI 10    | Android 8.0 |                    |          |                    |            |
| Xiaomi Mi 5X                 | 2017              | 5.5" LTPS IPS Full HD 1080 × 1920                                        | Qualcomm Snapdragon 625 (8 × 2 GHz Cortex-A53)                                                                  | Qualcomm Adreno 506 | 32/64 GB              | 4 GB | 12 MP principale con autofocus e HDR 12 MP teleobiettivo 2x ottico con autofocus | 5 MP                                                               | 3080 mAh | Android 7.1.2 MIUI 10  | Android 9.0 |                    |          |                    |            |
| Xiaomi Mi 6                  | 2017              | 5.15" IPS Full HD, 1080 × 1920                                           | Qualcomm Snapdragon 835 (4 × 2,45 GHz Kyro + 4 × 1,9 GHz Kyro)                                                  | Qualcomm Adreno 540 | 64/128 GB             | 4/6 GB | 12 MP principale con autofocus, HDR e OIS 13 MP teleobiettivo 2x ottico con autofocus | 8 MP                                                               | 3350 mAh | Android 7.1.1 MIUI 8   | Android 9.0 MIUI 8 |                    |          |                    |            |
| Xiaomi Mi 6X                 | 2018              | 5.99" IPS UW-FHD, 1080 × 2160                                            | Qualcomm Snapdragon 660 (4 × 2,2 GHz Kyro 260 Gold & 4 × 1,8 GHz Kyro 260 Silver)                               | Qualcomm Adreno 512 | 32/64/128 GB          | 4/6 GB | 12 MP principale con autofocus e HDR 20 MP secondaria con autofocus | 20 MP con HDR                                                      | 3000 mAh | Android 8.1 MIUI 8     | Android 9.0 MIUI 10 |                    |          |                    |            |
| Xiaomi Mi 8                  | 2018              | 6.21" Super AMOLED HDR10, 1080 × 2248                                    | Qualcomm Snapdragon 845 (4 × 2,8 GHz Kyro 385 Gold + 4 × 1,8 GHz Kyro 385 Silver)                               | Qualcomm Adreno 630 | 64/128/256 GB         | 4/6/8 GB | 12 MP principale con autofocus, HDR e OIS 13 MP teleobiettivo 2 × ottico con autofocus | 20 MP                                                              | 3400 mAh | Android 8.1 MIUI 10    | Android 10 MIUI 12 |                    |          |                    |            |
| Xiaomi Mi 8 SE               | 2018              | 5.88" Super AMOLED HDR10, 1080 × 2244                                    | Qualcomm Snapdragon 710 (2 × 2,2 GHz Kyro 360 Gold + 6 × 1,7 GHz Kyro 360 Silver)                               | Qualcomm Adreno 616 | 64/128 GB             | 4/6 GB | 12 MP principale con autofocus e HDR 5 MP sensore profondità | 20 MP                                                              | 3120 mAh | Android 8.1 MIUI 9.5   | Android 10 MIUI 12 |                    |          |                    |            |
| Xiaomi Mi 8 Explorer Edition | 2018              | 6.21" Super AMOLED HDR10, 1080 × 2248                                    | Qualcomm Snapdragon 845 (4 × 2,8 GHz Kyro 385 Gold + 4 × 1,8 GHz Kyro 385 Silver)                               | Qualcomm Adreno 630 | 128 GB                | 8 GB | 12 MP principale dual-pixel con autofocus, HDR e OIS 13 MP teleobiettivo 2x ottico con autofocus | 20 MP principale Sensore di profondità 3D per lo sblocco con volto | 3000 mAh | Android 8.1 MIUI 10    | Android 10 MIUI 12 |                    |          |                    |            |
| Xiaomi Mi 8 Pro              | 2018              | 6.21" Super AMOLED HDR10, 1080 × 2248                                    | Qualcomm Snapdragon 845 (4 × 2,8 GHz Kyro 385 Gold + 4 × 1,8 GHz Kyro 385 Silver)                               | Qualcomm Adreno 630 | 128 GB                | 6/8 GB | 12 MP principale dual-pixel con autofocus, HDR e OIS 13 MP teleobiettivo 2x ottico con autofocus | 20 MP con HDR                                                      | 3000 mAh | Android 8.1 MIUI 10    | Android 10 MIUI 12 |                    |          |                    |            |
| Xiaomi Mi 8 Lite             | 2018              | 6.26" IPS, 1080 × 2280                                                   | Qualcomm Snapdragon 660 (4 × 2,2 GHz Kyro 260 Gold + 4 × 1,8 GHz Kyro 260 Silver)                               | Qualcomm Adreno 512 | 64/128 GB             | 4/6 GB | 12 MP principale dual-pixel con autofocus e HDR 5 MP sensore di profondità | 24 MP con HDR                                                      | 3350 mAh | Android 8.1 MIUI 10    | Android 10 MIUI 11 |                    |          |                    |            |
| Xiaomi Mi 9                  | 2019              | 6.39" Super AMOLED HDR10, 1080 × 2340                                    | Qualcomm SM8150 Snapdragon 855 (1 × 2,84 GHz Kyro 485 + 3 × 2,42 GHz Kyro 485 + 4 × 1,78 GHz Kyro 485)          | Qualcomm Adreno 640 | 64/128/256 GB         | 6/8 GB | 48 MP principale con autofocus laser e HDR 12 MP teleobiettivo 2 × ottico con autofocus 16 MP ultragrandangolare con autofocus                                                                                             | 20 MP con HDR                                                      | 3300 mAh | Android 9.0 MIUI 10    | Android 11 |                    |          |                    |            |
| Xiaomi Mi 9 Lite             | 2019              | 6.39" Super AMOLED HDR10, 1080 × 2340                                    | Qualcomm Snapdragon 710 (2 × 2,2 GHz Kyro 360 Gold + 6 × 1,7 GHz Kyro 360 Silver)                               | Qualcomm Adreno 616 | 64/128 GB             | 6 GB | 48 MP principale con autofocus e HDR 8 MP ultragrandangolare 2 MP sensore di profondità | 32 MP con HDR                                                      | 4030 mAh | Android 9.0 MIUI 10    | Android 11 | Android 10 MIUI 11 |          |                    |            |
| Xiaomi Mi 9 SE               | 2019              | 5.97" Super AMOLED HDR10, 1080 × 2340                                    | Qualcomm Snapdragon 712 (2 × 2,3 GHz Kyro 360 Gold + 6 × 1,7 GHz Kyro 360 Silver)                               | Qualcomm Adreno 616 | 64/128 GB             | 6 GB | 48 MP principale con autofocus e HDR 8 MP teleobiettivo con autofocus 13 MP ultragrandangolare con EIS | 20 MP con HDR                                                      | 3070 mAh | Android 9.0 MIUI 10    | Android 10 MIUI 12 | Android 10 MIUI 12 |          |                    |            |
| Xiaomi Mi 9 Pro              | 2019              | 6.39" Super AMOLED HDR10, 1080 × 2340                                    | Qualcomm Snapdragon 855+ (1 × 2,96 GHz Kyro 485 + 3 × 2,42 GHz Kyro 485 + 4 × 1,8 GHz Kyro 485)                 | Qualcomm Adreno 616 | 64/128 GB             | 6 GB | Qualcomm Adreno 640 | 128/256/512 GB                                                     | 8/12 GB  | Android 9.0 MIUI 10    | 48 MP principale con autofocus laser e HDR 12 MP teleobiettivo 2 × ottico con autofocus 16 MP ultragrandangolare con autofocus | 20 MP con HDR      | 4000 mAh | Android 10 MIUI 11 | Android 11 |
| Xiaomi Mi 9 Pro 5G           | 2019              | 6.39" Super AMOLED HDR10, 1080 × 2340                                    | Qualcomm Snapdragon 855+ (1 × 2,96 GHz Kyro 485 + 3 × 2,42 GHz Kyro 485 + 4 × 1,8 GHz Kyro 485)                 | 48 MP principale con autofocus laser e HDR 12 MP teleobiettivo 2 × ottico con autofocus 16 MP ultragrandangolare con autofocus | 20 MP con HDR         | | Qualcomm Adreno 640 | 128/256/512 GB                                                     | 8/12 GB  |                        | |                    | 4000 mAh | Android 10 MIUI 11 | Android 11 |
| Xiaomi Mi 9 Explorer         | 2019              | 6.39" Super AMOLED HDR10, 1080 × 2340                                    | Qualcomm Snapdragon 855+ (1 × 2,96 GHz Kyro 485 + 3 × 2,42 GHz Kyro 485 + 4 × 1,8 GHz Kyro 485)                 | 256 GB | 20 MP con HDR         | 48 MP principale con autofocus laser e HDR con apertura f/1.5 (12GB RAM) o f/1.8 (8GB RAM) 12 MP teleobiettivo 2 × ottico con autofocus 16 MP ultragrandangolare con autofocus | Qualcomm Adreno 640 | 3300 mAh                                                           | 8/12 GB  | Android 9.0 MIUI 10    | |                    |          |                    | Android 11 |
| Xiaomi Mi 9T                 | 2019              | 6.39" Super AMOLED HDR10, 1080 × 2340                                    | Qualcomm Snapdragon 730 (2 × 2,2 GHz Kyro 470 Gold + 6 × 1,8 GHz Kyro 470 Silver)                               | Qualcomm Adreno 618 | 64/128 GB             | 6 GB | 48 MP principale con autofocus e HDR 8 MP teleobiettivo 2 × ottico con autofocus 13 MP ultragrandangolare | 20 MP pop-up con HDR                                               | 4000 mAh | Android 9.0 MIUI 11    | Android 10 MIUI 12 |                    |          |                    |            |
| Xiaomi Mi 9T Pro             | 2019              | 6.39" Super AMOLED HDR10, 1080 × 2340                                    | Qualcomm Snapdragon 855 (1 × 2,84 GHz Kyro 485 + 3 × 2,42 GHz Kyro 485 + 4 × 1,78 GHz Kyro 485)                 | Qualcomm Adreno 640 | 64/128/256 GB         | 6/8 GB | 48 MP principale con autofocus laser e HDR 8 MP teleobiettivo 2 × ottico con autofocus 13 MP ultragrandangolare | 20 MP pop-up con HDR                                               | 4000 mAh | Android 9.0 MIUI 11    | Android 10 MIUI 12 |                    |          |                    |            |
| Xiaomi Mi 9X                 | 2019 (cancellato) | 6.39" Super AMOLED HDR10, 1080 × 2340                                    | Qualcomm Snapdragon 675 (2 × 2 GHz Kyro 460 Gold + 6 × 1,7 GHz Kyro 460 Silver)                                 | Qualcomm Adreno 612 | 64 GB                 | 6 GB | 48 MP principale con autofocus e HDR 8 MP teleobiettivo 2 × ottico con autofocus 13 MP ultragrandangolare | 32 MP con HDR                                                      | 3300 mAh | Android 9.0 MIUI 10    | Android 9.0 MIUI 10 |                    |          |                    |            |
| Xiaomi Mi 10                 | 2020              | 6.67" Super AMOLED HDR10+, 1080 × 2340                                   | Qualcomm Snapdragon 865 (1 × 2,84 GHz Kyro 585 + 3 × 2,42 GHz Kyro 585 + 4 × 1,8 GHz Kyro 585)                  | Qualcomm Adreno 650 | 128/256 GB            | 8/12 GB | 108 MP principale con autofocus, HDR e OIS 13 MP ultragrandangolare 2 MP macro 2 MP sensore di profondità | 20 MP con HDR                                                      | 4780 mAh | Android 10 MIUI 11     | Android 11 MIUI 12 |                    |          |                    |            |
| Xiaomi Mi 10 Pro             | 2020              | 6.67" Super AMOLED HDR10+, 1080 × 2340                                   | Qualcomm Snapdragon 865 (1 × 2,84 GHz Kyro 585 + 3 × 2,42 GHz Kyro 585 + 4 × 1,8 GHz Kyro 585)                  | Qualcomm Adreno 650 | 256/512 GB            | 8/12 GB | 108 MP principale con autofocus laser, HDR e OIS 12 MP teleobiettivo 2 × ottico dual-pixel con autofocus 8 MP teleobiettivo 3.7x ottico e 5x ibrido con autofocus e OIS 20 MP ultragrandangolare                           | 20 MP con HDR                                                      | 4500 mAh | Android 10 MIUI 12     | |                    |          |                    |            |
| Xiaomi Mi 10 Lite            | 2020              | 6.57" AMOLED HDR10+, 1080 × 2400                                         | Qualcomm Snapdragon 765G (1 × 2,4 GHz Kyro 475 Prime + 1 × 2,2 GHz Kyro 475 Gold + 6 × 1,8 GHz Kyro 475 Silver) | Qualcomm Adreno 620 | 64/128/256 GB         | 6/8 GB | 48 MP con autofocus e HDR 8 MP (ultragrandangolo) 2 MP (macro) 2 MP (profondità) | 16 MP con HDR                                                      | 4160 mAh | Android 10 MIUI 12     | |                    |          |                    |            |
| Xiaomi Mi 10 Youth           | 2020              | 6.57" AMOLED HDR10+, 1080 × 2400                                         | Qualcomm Snapdragon 765G (1 × 2,4 GHz Kyro 475 Prime + 1 × 2,2 GHz Kyro 475 Gold + 6 × 1,8 GHz Kyro 475 Silver) | Qualcomm Adreno 620 | 64/128/256 GB         | 6/8 GB | 48 MP principale con autofocus e HDR 8 MP teleobiettivo periscopio 5x ottico con autofocus e OIS 8 MP ultragrandangolare 2 MP macro                                                                                        | 16 MP con HDR                                                      | 4160 mAh | Android 10 MIUI 11     | |                    |          |                    |            |
| Xiaomi Mi 10i                | 2021              | 6.67" IPS LCD HDR10, 1080 × 2400                                         | Qualcomm Snapdragon 750G 5G (2 × 2,2 GHz Kyro 570 + 6 × 1,8 GHz Kyro 570)                                       | Qualcomm Adreno 619 | 128 GB                | 6/8 GB | 108 MP principale con autofocus e HDR 8 MP ultragrandangolare 2 MP macro 2 MP sensore di profondità | 16 MP                                                              | 4820 mAh | Android 10 MIUI 12     | |                    |          |                    |            |
| Xiaomi Mi 10S                | 2020              | 6.67" AMOLED HDR10+, 1080 × 2340                                         | Qualcomm Snapdragon 870 5G (1 × 3,2 GHz Kyro 585 + 3 × 2,42 GHz Kyro 585 + 4 × 1,8 GHz Kyro 585)                | Qualcomm Adreno 650 | 128/256 GB            | 8/12 GB | 108 MP principale con autofocus, HDR e OIS 13 MP ultragrandangolare 2 MP macro 2 MP sensore di profondità | 20 MP con HDR                                                      | 4780 mAh | Android 11 MIUI 12     | |                    |          |                    |            |
| Xiaomi Mi 10 Ultra           | 2020              | 6.67" OLED con HDR10+, 1080 × 2340                                       | Qualcomm Snapdragon 865 (1 × 2,84 GHz Kyro 585 + 3 × 2,42 GHz Kyro 585 + 4 × 1,8 GHz Kyro 585)                  | Qualcomm Adreno 650 | 128/256/512 GB        | 8/12/16 GB | 48 MP principale con autofocus laser, HDR e OIS 48 MP teleobiettivo periscopio 5x ottico e 120x ibrido con autofocus e OIS 12 MP teleobiettivo dual-pixel 2 × ottico con autofocus 20 MP ultrangrandangolare con autofocus | 20 MP con HDR                                                      | 4500 mAh | Android 10 MIUI 12     | |                    |          |                    |            |
| Xiaomi Mi 10T                | 2020              | 6.67" IPS LCD HDR10+, 1080 × 2400                                        | Qualcomm Snapdragon 865 (1 × 2,84 GHz Kyro 585 + 3 × 2,42 GHz Kyro 585 + 4 × 1,8 GHz Kyro 585)                  | Qualcomm Adreno 650 | 128 GB                | 6/8 GB | 64 MP principale con autofocus e HDR 13 MP ultragrandangolare 5 MP macro con autofocus | 20 MP con HDR                                                      | 5000 mAh | Android 10 MIUI 11     | Android 12 MIUI 14 |                    |          |                    |            |
| Xiaomi Mi 10T Pro            | 2020              | 6.67" IPS LCD HDR10+, 1080 × 2400                                        | Qualcomm Snapdragon 865 (1 × 2,84 GHz Kyro 585 + 3 × 2,42 GHz Kyro 585 + 4 × 1,8 GHz Kyro 585)                  | Qualcomm Adreno 650 | 128/256 GB            | 8 GB | 108 MP principale con autofocus, HDR e OIS 13 MP ultragrandangolare 5 MP macro con autofocus | 20 MP con HDR                                                      | 5000 mAh | Android 10 MIUI 11     | Android 12 MIUI 14 |                    |          |                    |            |
| Xiaomi Mi 10T Lite           | 2020              | 6.67" IPS LCD HDR10, 1080 × 2400                                         | Qualcomm SM7225 Snapdragon 750G 5G (2 × 2,2 GHz Kyro 570 + 6 × 1,8 GHz Kyro 570)                                | Qualcomm Adreno 619 | 64/128 GB             | 6 GB | 64 MP principale con autofocus e HDR 8 MP ultragrandangolare 2 MP macro 2 MP sensore di profondità | 16 MP con HDR                                                      | 4820 mAh | Android 10 MIUI 12     | |                    |          |                    |            |
| Xiaomi Mi 11                 | 2021              | 6.81" AMOLED HDR10+, 1440 × 3200                                         | Qualcomm Snapdragon 888 (1 × 2,84 GHz Kyro 680 + 3 × 2,42 GHz Kyro 680 + 4 × 1,8 GHz Kyro 680)                  | Qualcomm Adreno 660 | 128/256 GB            | 8/12 GB | 108 MP principale con autofocus, HDR e OIS 13 MP ultragrandangolare 5 MP macro | 20 MP con HDR                                                      | 4600 mAh | Android 11 MIUI 12     | |                    |          |                    |            |
| Xiaomi Mi 11 Pro             | 2021              | 6.81" AMOLED HDR10+, Dolby Vision, 1440 × 3200                           | Qualcomm Snapdragon 888 (1 × 2,84 GHz Kyro 680 + 3 × 2,42 GHz Kyro 680 + 4 × 1,8 GHz Kyro 680)                  | Qualcomm Adreno 660 | 128/256 GB            | 8/12 GB | 50 MP dual pixel principale con autofocus, HDR e OIS 8 MP teleobiettivo periscopio 5x ottico con autofocus e OIS 13 MP ultragrandangolare                                                                                  | 20 MP con HDR                                                      | 5000 mAh | Android 11 MIUI 12.5   | |                    |          |                    |            |
| Xiaomi Mi 11 Lite            | 2021              | 6.55" AMOLED HDR10+, 1080 × 2400                                         | Qualcomm Snapdragon 732G (2 × 2,3 GHz Kyro 470 Gold + 6 × 1,8 GHz Kyro 470 Silver)                              | Qualcomm Adreno 618 | 64/128 GB             | 6/8 GB | 64 MP principale con autofocus e HDR 8 MP ultragrandangolare 5 MP macro con autofocus | 16 MP con HDR                                                      | 4250 mAh | Android 11 MIUI 12     | |                    |          |                    |            |
| Xiaomi Mi 11 Lite 5G         | 2021              | 6.55" AMOLED HDR10+, 1080 × 2400                                         | Qualcomm Snapdragon 780G (1 × 2,4 GHz Kyro 670 + 3 × 2,2 GHz Kyro 670 + 4 × 1,9 GHz Kyro 670)                   | Qualcomm Adreno 642 | 128/256 GB            | 6/8 GB | 64 MP principale con autofocus e HDR 8 MP ultragrandangolare 5 MP macro con autofocus | 20 MP con HDR                                                      | 4250 mAh | Android 11 MIUI 12     | |                    |          |                    |            |
| Xiaomi Mi 11i                | 2021              | 6.67" Super AMOLED HDR10+, 1080 × 2400                                   | Qualcomm Snapdragon 888 5G (1 × 2,84 GHz Kyro 680 + 3 × 2,42 GHz Kyro 680 + 4 × 1,8 GHz Kyro 680)               | Qualcomm Adreno 660 | 128/256 GB            | 8 GB | 108 MP principale con autofocus e HDR 8 MP ultragrandangolare 5 MP macro con autofocus | 20 MP con HDR                                                      | 4250 mAh | Android 11 MIUI 12     | |                    |          |                    |            |
| Xiaomi Mi 11X                | 2021              | 6.67" Super AMOLED HDR10+, 1080 × 2400                                   | Qualcomm Snapdragon 870 5G (1 × 3,2 GHz Kyro 585 + 3 × 2,42 GHz Kyro 585 + 4 × 1,8 GHz Kyro 585)                | Qualcomm Adreno 650 | 128/256 GB            | 8/12 GB | 48 MP principale con autofocus e HDR 8 MP ultragrandangolare 5 MP macro | 20 MP con HDR                                                      | 4250 mAh | Android 11 MIUI 12     | |                    |          |                    |            |
| Xiaomi Mi 11X Pro            | 2021              | 6.67" Super AMOLED HDR10+, 1080 × 2400                                   | Qualcomm Snapdragon 888 5G (1 × 2,84 GHz Kyro 680 + 3 × 2,42 GHz Kyro 680 + 4 × 1,8 GHz Kyro 680)               | Qualcomm Adreno 660 | 128/256 GB            | 6/8 GB | 64 MP principale con autofocus e HDR 8 MP ultragrandangolare 5 MP macro | 20 MP con HDR                                                      | 4250 mAh | Android 11 MIUI 12     | |                    |          |                    |            |
| Xiaomi Mi 11 Ultra           | 2021              | 6.81" AMOLED HDR10+ Dolby Vision, 1440 × 3200 1.1" AMOLED Selfie Display | Qualcomm Snapdragon 888 5G (1 × 2,84 GHz Kyro 680 + 3 × 2,42 GHz Kyro 680 + 4 × 1,8 GHz Kyro 680)               | Qualcomm Adreno 660 | 256/512 GB            | 8/12 GB | 50 MP principale dual pixel con autofocus laser, HDR e OIS 48 MP teleobiettivo periscopio 5x ottico con autofocus e OIS 48 MP ultragrandangolare con autofocus                                                             | 20 MP con HDR                                                      | 5000 mAh | Android 11 MIUI 12.5   | |                    |          |                    |            |

#### Xiaomi (2021-)
| Modello                         | Anno | Display                                                                                             | Chipset | GPU                  | Archiviazione interna | RAM      | Fotocamera | Fotocamera                   | Batteria | Sistema operativo      | Sistema operativo |
| Modello                         | Anno | Display                                                                                             | Chipset | GPU                  | Archiviazione interna | RAM      | Principale | Frontale                     | Batteria | Di fabbrica            | Attuale           |
| ------------------------------- | ---- | --------------------------------------------------------------------------------------------------- | --- | -------------------- | --------------------- | -------- | --- | ---------------------------- | -------- | ---------------------- | ----------------- |
| Xiaomi 11 Lite 5G NE            | 2021 | 6.55" AMOLED, 2400 × 1080 pixel con Dolby Vision e HDR @90 Hz                                       | Qualcomm SM7325 Snapdragon 778G 5G (1× 2.4 GHz Kyro 670 + 3× 2.2 GHz Kyro 670 + 4× 1.90 GHz Kyro 670)                                           | Qualcomm Adreno 642L | 128/256 GB            | 6/8 GB   | 64 MP principale con PDAF e HDR 8 MP ultragrandangolare 5 MP teleobiettivo macro con autofocus | 20 MP con HDR                | 4250 mAh | Android 11 MIUI 12.5   |                   |
| Xiaomi 11T                      | 2021 | 6.67" AMOLED, 2400 × 1080 pixel con HDR @120 Hz                                                     | Mediatek MT6893 Dimensity 1200 5G (1× 3.0 GHz Cortex-A78 + 3× 2.6 GHz Cortex-A78 + 4× 2.0 GHz Cortex-A55)                                       | Mali-G77 MC9         | 128/256 GB            | 8 GB     | 108 MP principale con PDAF e HDR 8 MP ultragrandangolare 5 MP teleobiettivo macro con autofocus | 16 MP                        | 5000 mAh | Android 11 MIUI 12.5   |                   |
| Xiaomi 11T Pro                  | 2021 | 6.67" AMOLED, 2400 × 1080 pixel con Dolby Vision e HDR @120 Hz                                      | Qualcomm SM8350 Snapdragon 888 5G (1× 2.84 GHz Kyro 680 + 3× 2.42 GHz Kyro 680 + 4× 1.80 GHz Kyro 680)                                          | Qualcomm Adreno 660  | 128/256 GB            | 8/12 GB  | 108 MP principale con PDAF e HDR 8 MP ultragrandangolare 5 MP teleobiettivo macro con autofocus | 16 MP                        | 5000 mAh | Android 11 MIUI 12.5   |                   |
| Xiaomi 11i                      | 2022 | 6.67" AMOLED, 2400 × 1080 pixel con HDR @120 Hz                                                     | MediaTek Dimensity 920 5G (2× 2.5 GHz Cortex-A78 + 6× 2.0 GHz Cortex-A55)                                                                       | Mali-G68 MC4         | 128/256 GB            | 6/8 GB   | 108 MP principale con PDAF e HDR 8 MP ultragrandangolare 2 MP teleobiettivo macro con autofocus | 16 MP con HDR                | 5160 mAh | Android 11 MIUI 12.5 E |                   |
| Xiaomi 11i HyperCharge 5G       | 2022 | 6.67" AMOLED, 2400 × 1080 pixel @120 Hz                                                             | MediaTek Dimensity 920 5G (2× 2.5 GHz Cortex-A78 + 6× 2.0 GHz Cortex-A55)                                                                       | Mali-G68 MC4         | 128/256 GB            | 6/8 GB   | 108 MP principale con PDAF e HDR 8 MP ultragrandangolare 2 MP teleobiettivo macro con autofocus | 16 MP con HDR                | 4500 mAh | Android 11 MIUI 12.5 E |                   |
| Xiaomi 12                       | 2022 | 6.28" AMOLED, 2400 × 1080 pixel con Dolby Vision e HDR @120 Hz                                      | Qualcomm SM8450 Snapdragon 8 Gen 1 (1× 3.00 GHz Cortex-X2 + 3× 2.50 GHz Cortex-A710 + 4× 1.80 GHz Cortex-A510)                                  | Qualcomm Adreno 730  | 128/256 GB            | 8/12 GB  | 50 MP principale con PDAF, OIS e HDR 13 MP ultragrandangolare 5 MP teleobiettivo macro con autofocus | 32 MP con HDR                | 4500 mAh | Android 12 MIUI 13     |                   |
| Xiaomi 12X                      | 2022 | 6.28" AMOLED, 2400 × 1080 pixel con Dolby Vision e HDR @120 Hz                                      | Qualcomm SM8250-AC Snapdragon 870 5G (1× 3.2 GHz Kyro 585 + 3× 2.42 GHz Kyro 585 + 4× 1.80 GHz Kyro 585)                                        | Qualcomm Adreno 650  | 128/256 GB            | 8/12 GB  | 50 MP principale con PDAF, OIS e HDR 13 MP ultragrandangolare 5 MP teleobiettivo macro con autofocus | 32 MP con HDR                | 4500 mAh | Android 11 MIUI 13     |                   |
| Xiaomi 12 Pro                   | 2022 | 6.73" LTPO AMOLED, 1440 × 3200 pixel con Dolby Vision e HDR @120 Hz                                 | Qualcomm SM8450 Snapdragon 8 Gen 1 (1× 3.00 GHz Cortex-X2 + 3× 2.50 GHz Cortex-A710 + 4× 1.80 GHz Cortex-A510)                                  | Qualcomm Adreno 730  | 128/256 GB            | 8/12 GB  | 50 MP principale con dual-pixel PDAF, OIS, e HDR 50 MP ultragrandangolare 50 MP teleobiettivo | 32 MP con HDR                | 4600 mAh | Android 12 MIUI 13     |                   |
| Xiaomi 12 Pro Dimensity Edition | 2022 | 6.73" LTPO2 AMOLED, 1440 × 3200 pixel con Dolby Vision e HDR @120 Hz                                | MediaTek Dimensity 9000+ (1 × 3,20 GHz Cortex-X2 + 3 × 2,85 GHz Cortex-A710 + 4 × 1,80 GHz Cortex-A510)                                         | Mali-G710 MC10       | 128/256 GB            | 8/12 GB  | 50 MP principale con dual-pixel PDAF, OIS e HDR 13 MP ultragrandangolare 5 MP teleobiettivo | 32 MP con HDR                | 5160 mAh | Android 12 MIUI 13     |                   |
| Xiaomi 12S                      | 2022 | 6.28" AMOLED, 1080 × 2400 pixel con Dolby Vision e HDR                                              | Qualcomm SM8475 Snapdragon 8+ Gen 1 (1 × 3,19 GHz Cortex-X2 + 3 × 2,75 GHz Cortex-A710 + 4 × 1,80 GHz Cortex-A510)                              | Qualcomm Adreno 730  | 128/256/512 GB        | 8/12 GB  | 50 MP principale con dual-pixel PDAF, OIS e HDR 13 MP ultragrandangolare 5 MP teleobiettivo | 32 MP con HDR                | 4500 mAh | Android 12 MIUI 13     |                   |
| Xiaomi 12S Pro                  | 2022 | 6.73" LTPO AMOLED, 1440 × 3200 pixel con Dolby Vision e HDR                                         | Qualcomm SM8475 Snapdragon 8+ Gen 1 (1 × 3,19 GHz Cortex-X2 + 3 × 2,75 GHz Cortex-A710 + 4 × 1,80 GHz Cortex-A510)                              | Qualcomm Adreno 730  | 128/256/512 GB        | 8/12 GB  | 50 MP principale con dual-pixel PDAF, OIS e HDR di derivazione Leica 50 MP ultragrandangolare 50 MP teleobiettivo con PDAF | 32 MP con HDR                | 4600 mAh | Android 12 MIUI 13     |                   |
| Xiaomi 12S Ultra                | 2022 | 6.73" LTPO AMOLED, 1440 × 3200 pixel con Dolby Vision e HDR                                         | Qualcomm SM8475 Snapdragon 8+ Gen 1 (1 × 3,19 GHz Cortex-X2 + 3 × 2,75 GHz Cortex-A710 + 4 × 1,80 GHz Cortex-A510)                              | Qualcomm Adreno 730  | 256/512 GB            | 8/12 GB  | 50.3 MP principale con dual-pixel PDAF, autofocus laser, OIS e HDR di derivazione Leica 48 MP teleobiettivo periscopico con PDAF e OIS 48 MP ultragrandangolare con dual-pixel PDAF Sensore TOF 3D di profondità | 32 MP con HDR                | 4860 mAh | Android 12 MIUI 13     |                   |
| Xiaomi 12 Lite                  | 2022 | 6.55" AMOLED, 1080 × 2400 pixel con Dolby Vision e HDR                                              | Qualcomm SM7325 Snapdragon 778G 5G (1 × 2,4 GHz Cortex-A78 + 3 × 2,2 GHz Cortex-A78 + 4 × 1,9 GHz Cortex-A55)                                   | Adreno 642L          | 128/256 GB            | 6/8 GB   | 108 MP con PDAF e HDR 8 MP ultragrandangolare 2 MP macro | 32 MP con HDR                | 4300 mAh | Android 12 MIUI 13     |                   |
| Xiaomi 12T                      | 2022 | 6.67" AMOLED, 1220 × 2172 pixel con HDR10+ @120Hz                                                   | MediaTek Dimensity 8100-Ultra (4 × 2,85 GHz Cortex-A78 + 4 × 2,0 GHz Cortex-A55)                                                                | Mali-G610 MC6        | 128/256 GB            | 8 GB     | 108 MP principale con PDAF, OIS e HDR 8 MP ultragrandangolare 2 MP macro | 20 MP con HDR                | 5000 mAh | Android 12 MIUI 13     |                   |
| Xiaomi 12T Pro                  | 2022 | 6.67" AMOLED, 1220 × 2172 pixel con HDR10+ e Dolby Vision @120Hz                                    | Qualcomm SM8475 Snapdragon 8+ Gen 1 (1 × 3,19 GHz Cortex-X2 + 3 × 2,75 GHz Cortex-A710 + 4 × 2,0 GHz Cortex-A510)                               | Qualcomm Adreno 730  | 128/256 GB            | 8/12 GB  | 200 MP principale con PDAF, OIS e HDR 8 MP ultragrandangolare 2 MP macro | 20 MP con HDR                | 5000 mAh | Android 12 MIUI 13     |                   |
| Xiaomi 13                       | 2022 | 6.36" OLED, 1080 × 2400 pixel con HDR10+ e Dolby Vision @120Hz                                      | Qualcomm SM8550 Snapdragon 8 Gen 2 (1 × 3,2 GHz Cortex-X3 + 2 × 2,8 GHz Cortex-A715 + 2 × 2,8 GHz Cortex-A710 + 3 × 2.0 GHz Cortex-A510) a 4 nm | Qualcomm Adreno 740  | 128/256/512 GB        | 8/12 GB  | 50 MP principale con PDAF, OIS e HDR e Dolby Vision HDR con lenti Leica 10 MP teleobiettivo 3.2× ottico con PDAF e OIS 12 MP ultragrandangolare | 32 MP con High Dynamic Range | 4500 mAh | Android 13 MIUI 14     |                   |
| Xiaomi 13 Pro                   | 2022 | 6.73" LTPO OLED con 1 miliardo di colori, 1440 × 3200 pixel con HDR10+ e Dolby Vision HDR10+ @120Hz | Qualcomm SM8550 Snapdragon 8 Gen 2 (1 × 3,2 GHz Cortex-X3 + 2 × 2,8 GHz Cortex-A715 + 2 × 2,8 GHz Cortex-A710 + 3 × 2.0 GHz Cortex-A510) a 4 nm | Qualcomm Adreno 740  | 128/256/512 GB        | 8/12 GB  | 50.3 MP principale con dual-pixel PDAF, OIS, Autofocus laser, HDR e Dolby Vision HDR con lenti Leica 50 MP teleobiettivo 3.2× ottico con dual-pixel PDAF 50 MP ultragrandangolare con autofocus | 32 MP con High Dynamic Range | 4820 mAh | Android 13 MIUI 14     |                   |
| Xiaomi 13 Lite                  | 2023 | 6.55" AMOLED 1080 × 2400 pixel con HDR10+ e Dolby Vision @120Hz                                     | Qualcomm SM7450-AB SnapDragon 7 Gen 1 (1 × 2,4 GHz Cortex-A710 + 3 × 2,36 GHz Cortex-A710 + 4 × 1,8 GHz Cortex-A510)                            | Qualcomm Adreno 644  | 128/256 GB            | 8 GB     | 50 MP principale con HDR e PDAF 8 MP ultragrandangolare 2 MP macro | 32 MP con High Dynamic Range | 4500 mAh | Android 12 MIUI 14     |                   |
| Xiaomi 13 Ultra                 | 2023 | 6.73" LTPO AMOLED con 1 miliardo di colori, 1440 × 3200 pixel con HDR10+ e Dolby Vision @120Hz      | Qualcomm SM8550-AB SnapDragon 8 Gen 2 (1 × 3,2 GHz Cortex-X3 + 2 × 2,8 GHz Cortex-A715 + 2 × 2,8 GHz Cortex-A710 + 3 × 2,0 GHz Cortex-A510)     | Qualcomm Adreno 740  | 256/512/1 GB/TB       | 12/16 GB | 50 MP principale Leica con apertura variabile, HDR, autofocus laser e PDAF multidirezionale 50 MP teleobiettivo periscopica dual-pixel con PDAF, OIS e zoom ottico 5x 50 MP teleobiettivo dual-pixel con PDAF, OIS e zoom ottico 3.2x Sensore TOF 3D di profondità                                                                                          | 32 MP con High Dynamic Range | 5000 mAh | Android 13 MIUI 14     |                   |
| Xiaomi 14                       | 2023 | 6.36" LTPO OLED con più di 16 milioni di colori, 1200 x 2670 pixel con HDR10+ e Dolby Vision @120Hz | Qualcomm SM8650-AB SnapDragon 8 Gen 3 (1x 3.3 GHz Cortex-X4 + 5x 3.2 GHz Cortex-A720 + 2x 2.3 GHz Cortex-A520)                                  | Qualcomm Adreno 750  | 256/512 GB            | 8 GB     | Tripla fotocamera con sensore principale custom da 50 MP (apertura f/1.6, PDAF, OIS e lenti Leica da 23 mm), sensore ultra-grandangolare da 50 MP (f/2.2, 115° di angolo di visione e lenti Leica da 14 mm) e sensore tele da 50 MP (f/2.2, PDAF, OIS e lenti Leica da 75 mm) per lo zoom ottico 3.2x, frontalmente è presente un sensore da 32 MP (f/2.0). |                              | 4610 mAh | Android 14 HyperOS     |                   |

#### Xiaomi Mi Note (2015-)
| Modello                          | Anno              | Display                             | Chipset                                                                            | GPU                 | Archiviazione interna | RAM    | Fotocamera | Fotocamera         | Batteria | Sistema operativo    | Sistema operativo    |
| Modello                          | Anno              | Display                             | Chipset                                                                            | GPU                 | Archiviazione interna | RAM    | Principale | Frontale           | Batteria | Di fabbrica          | Attuale              |
| -------------------------------- | ----------------- | ----------------------------------- | ---------------------------------------------------------------------------------- | ------------------- | --------------------- | ------ | --- | ------------------ | -------- | -------------------- | -------------------- |
| Xiaomi Mi Note                   | 2015              | 5.7" IPS Full HD, 1080 × 1920       | Qualcomm Snapdragon 801 (4 × 2,5 GHz Krait 400)                                    | Qualcomm Adreno 330 | 16/64 GB              | 3 GB   | 13 MP con autofocus, HDR e OIS | 4 MP               | 3000 mAh | Android 4.4.4 MIUI 5 | Android 6.0 MIUI 5   |
| Xiaomi Mi Note Pro               | 2015              | 5.7" IPS 2K, 1440 × 2560            | Qualcomm Snapdragon (4 × 1,5 GHz Cortex-A53 + 4 × 2 GHz Cortex-A57)                | Qualcomm Adreno 430 | 64 GB                 | 4 GB   | 13 MP con autofocus, HDR e OIS | 4 MP               | 3000 mAh | Android 5.0.1 MIUI 5 | Android 7.0 MIUI 9   |
| Xiaomi Mi Note Plus              | 2016 (cancellato) | 5.7" IPS 2K, 1440 × 2560            | Qualcomm Snapdragon (4 × 1,5 GHz Cortex-A53 + 4 × 2 GHz Cortex-A57)                | Qualcomm Adreno 430 | 64 GB                 | 3 GB   | 13 MP con autofocus e HDR | 4 MP               |          | Android 4.4.4 MIUI 5 | Android 4.4.4 MIUI 5 |
| Xiaomi Mi Note 2                 | 2016              | 5.7" AMOLED Full HD, 1080 × 1920    | Qualcomm Snapdragon 821 (2 × 2,35 GHz Kyro + 2 × 1,6 GHz Kyro)                     | Qualcomm Adreno 530 | 64/128 GB             | 4/6 GB | 22,5 MP con autofocus, HDR e EIS | 8 MP con autofocus | 4070 mAh | Android 6.0 MIUI 8.2 |                      |
| Xiaomi Mi Note 2 Special Edition | 2017              | 5.7" AMOLED Full HD, 1080 × 1920    | Qualcomm Snapdragon 821 (2 × 2,35 GHz Kyro + 2 × 1,6 GHz Kyro)                     | Qualcomm Adreno 530 | 64 GB                 | 6 GB   | 22,5 MP con autofocus, HDR e EIS | 8 MP con autofocus | 4070 mAh | Android 6.0 MIUI 8.2 |                      |
| Xiaomi Mi Note 3                 | 2017              | 5.5" IPS Full HD, 1080 × 1920       | Qualcomm Snapdragon 660 (4 × 2,2 GHz Kyro 260 Gold + 4 × 1,8 GHz Kyro 260 Silver)  | Qualcomm Adreno 512 | 64/128 GB             | 6 GB   | 12 MP con autofocus, HDR e OIS 12 MP teleobiettivo 2 × ottico con autofocus | 16 MP              | 3500 mAh | Android 7.1 MIUI 8   | Android 10 MIUI 12   |
| Xiaomi Mi Note 10                | 2019              | 6.47" AMOLED con HDR10, 1080 × 2430 | Qualcomm Snapdragon 730G (2 × 2,2 GHz Kyro 470 Gold + 6 × 1,8 GHz Kyro 470 Silver) | Qualcomm Adreno 618 | 128/256 GB            | 6 GB   | 108 MP con obiettivo a 7 lenti, autofocus laser, HDR e OIS 12 MP teleobiettivo dual-pixel 2 × ottico con autofocus 8 MP teleobiettivo 3.7x ottico e 5x ibrido con autofocus e OIS 20 MP ultragrandangolare 2 MP macro | 32 MP con HDR      | 5260 mAh | Android 9.0          | Android 11 MIUI 12   |
| Xiaomi Mi Note 10 Pro            | 2019              | 6.47" AMOLED con HDR10, 1080 × 2430 | Qualcomm Snapdragon 730G (2 × 2,2 GHz Kyro 470 Gold + 6 × 1,8 GHz Kyro 470 Silver) | Qualcomm Adreno 618 | 256 GB                | 8 GB   | 108 MP con obiettivo a 8 lenti, autofocus laser, HDR e OIS 12 MP teleobiettivo dual-pixel 2 × ottico con autofocus 8 MP teleobiettivo 3.7x ottico e 5x ibrido con autofocus e OIS 20 MP ultragrandangolare 2 MP macro | 32 MP con HDR      | 5260 mAh | Android 9.0          | Android 11 MIUI 12   |
| Xiaomi Mi Note 10 Lite           | 2020              | 6.47" AMOLED con HDR10, 1080 × 2430 | Qualcomm Snapdragon 730G (2 × 2,2 GHz Kyro 470 Gold + 6 × 1,8 GHz Kyro 470 Silver) | Qualcomm Adreno 618 | 64/128 GB             | 6/8 GB | 64 MP con autofocus laser e HDR 8 MP ultragrandangolare 2 MP macro 5 MP sensore di profondità | 16 MP con HDR      | 5260 mAh | Android 10 MIUI 12   | Android 11 MIUI 12.1 |

#### Mi Mix (2016-2021) e Mix (2021-)
| Modello             | Anno              | Display | Chipset | GPU                 | Archiviazione interna | RAM       | Fotocamera | Fotocamera                                                                   | Batteria | Sistema operativo       | Sistema operativo   |
| Modello             | Anno              | Display | Chipset | GPU                 | Archiviazione interna | RAM       | Principale | Frontale                                                                     | Batteria | Di fabbrica             | Attuale             |
| ------------------- | ----------------- | --- | --- | ------------------- | --------------------- | --------- | --- | ---------------------------------------------------------------------------- | -------- | ----------------------- | ------------------- |
| Xiaomi Mi Mix       | 2016              | 6.4" IPS, 1080 × 2040 | Qualcomm Snapdragon 821 (2 × 2,35 GHz Kyro + 2 × 2,19 GHz Kyro)                                                      | Qualcomm Adreno 530 | 128/256 GB            | 4/6 GB    | 16 MP con autofocus, HDR e EIS | 5 MP                                                                         | 4400 mAh | Android 6.0             | Android 8.0 MIUI 10 |
| Xiaomi Mi Mix 2     | 2017              | 5.99" IPS, 1080 × 2160 | Qualcomm Snapdragon 835 (4 × 2.45 GHz Kyro & 4 × 1.9 GHz Kyro)                                                       | Qualcomm Adreno 540 | 64/128/256 GB         | 6/8 GB    | 12 MP con autofocus, HDR e OIS | 5 MP                                                                         | 3400 mAh | Android 7.1             | Android 10 MIUI 12  |
| Xiaomi Mi Mix 2S    | 2018              | 5.99" IPS, 1080 × 2160 | Qualcomm Snapdragon 845 (4 × 2,8 GHz Kyro 385 Gold + 4 × 1,8 GHz Kyro 385 Silver)                                    | Qualcomm Adreno 630 | 64/128/256 GB         | 6/8 GB    | 12 MP dual-pixel con autofocus, HDR e OIS 12 MP teleobiettivo 2 × ottico                                                                                          | 5 MP                                                                         | 3400 mAh | Android 8.0             | Android 10 MIUI 12  |
| Xiaomi Mi Mix 3     | 2018              | 6.39" Super AMOLED con HDR, 1080 × 2340 | Qualcomm Snapdragon 845 (4 × 2,8 GHz Kyro 385 Gold + 4 × 1,7 GHz Kyro 385 Silver)                                    | Qualcomm Adreno 630 | 128/256 GB            | 6/8/10 GB | 12 MP dual-pixel con autofocus, HDR e OIS 12 MP teleobiettivo | 24 MP pop-up con HDR 2 MP pop-up sensore di profondità per sblocco con volto | 3200 mAh | Android 9.0             | Android 10 MIUI 12  |
| Xiaomi Mi Mix 3 5G  | 2019              | 6.39" Super AMOLED con HDR, 1080 × 2340 | Qualcomm Snapdragon 855 (1 × 2,84 GHz Kyro 485 è 3 × 2,42 GHz Kyro 485 + 4 × 1,78 GHz Kyro 485)                      | Qualcomm Adreno 640 | 64/128 GB             | 6 GB      | 12 MP dual pixel con autofocus, HDR e OIS 12 MP teleobiettivo | 24 MP pop-up con HDR 2 MP pop-up sensore di profondità per sblocco con volto | 3800 mAh | Android 9.0 MIUI 12     |                     |
| Xiaomi Mi Mix Alpha | 2019 (cancellato) | 7.92" Super AMOLED flessibile, 2088 × 2250 | Qualcomm Snapdragon 855+ (1 × 2,96 GHz Kyro 485 + 3 × 2,42 GHz Kyro 485 + 4 × 1,8 GHz Kyro 485)                      | Qualcomm Adreno 640 | 512 GB                | 12 GB     | 108 MP con autofocus laser e HDR 12 MP teleobiettivo dual pixel 2 × ottico con autofocus 20 MP ultragrandangolare                                                 | non presente                                                                 | 4050 mAh | Android 10 MIUI 11      |                     |
| Xiaomi Mi Mix Fold  | 2021              | 8.01" AMOLED flessibile con HDR10+, Dolby Vision e 1 miliardo di colori in 4:3, 1860 × 2480 6.52" AMOLED con HDR10+, Dolby Vision @90 Hz in 27:9, 840 × 2520                    | Qualcomm Snapdragon 888 5G (1 × 2,84 GHz Kyro 680 + 3 × 2,42 GHz Kyro 680 + 4 × 1,8 GHz Kyro 680)                    | Qualcomm Adreno 660 | 256/512 GB            | 12/16 GB  | 108 MP dual-pixel con autofocus e HDR con EIS 8 MP teleobiettivo/macro a lenti liquide 3 × ottico con autofocus 13 MP ultragrandangolare                          | 20 MP con HDR                                                                | 5020 mAh | Android 10 MIUI 12      |                     |
| Xiaomi Mix 4        | 2021              | 6.67" AMOLED con HDR10+, Dolby Vision e 1 miliardo di colori, 1080 × 2400 | Qualcomm SM8350 Snapdragon 888+ 5G (1x 2.99 GHz Kyro 680 + 3x 2.42 GHz Kyro 680 + 4x 1.80 GHz Kyro 680)              | Qualcomm Adreno 660 | 128/256/512 GB        | 8/12 GB   | 108 MP dual-pixel con PDAF, autofocus laser e HDR con OIS 8 MP teleobiettivo periscopio fino a 5x zoom ottico con PDAF e OIS 13 MP ultragrandangolare             | 20 MP con HDR sotto al display                                               | 4500 mAh | Android 11 MIUI 12.5    |                     |
| Xiaomi Mix Fold 2   | 2022              | 8.02" LTPO2 OLED flessibile con HDR10+, Dolby Vision e 1 miliardo di colori, 1914 × 2160 pixel @120 Hz 6.56" AMOLED con HDR10+, Dolby Vision @120 Hz in 21:9, 1080 × 2520 pixel | Qualcomm SM8475 Snapdragon 8+ Gen 1 5G (1 × 3,19 GHz Cortex-X2 + 3 × 2,75 GHz Cortex-A710 + 4 × 1,8 GHz Cortex-A510) | Qualcomm Adreno 730 | 256/512 GB / 1 TB     | 12 GB     | 50 MP principale dual-pixel con autofocus, HDR e OIS di derivazione Leica 8 MP teleobiettivo 2x ottico con dual-pixel PDAF 13 MP ultragrandangolare con autofocus | 20 MP con HDR                                                                | 4500 mAh | Android 12 MIUI Fold 13 |                     |

#### Xiaomi Mi Max (2016-2019)
| Modello              | Anno              | Display                        | Chipset                                                                           | GPU                 | Archiviazione interna | RAM    | Fotocamera                                                      | Fotocamera   | Batteria | Sistema operativo     | Sistema operativo   |
| Modello              | Anno              | Display                        | Chipset                                                                           | GPU                 | Archiviazione interna | RAM    | Principale                                                      | Frontale     | Batteria | Di fabbrica           | Attuale             |
| -------------------- | ----------------- | ------------------------------ | --------------------------------------------------------------------------------- | ------------------- | --------------------- | ------ | --------------------------------------------------------------- | ------------ | -------- | --------------------- | ------------------- |
| Xiaomi Mi Max        | 2016              | 6.44" IPS Full HD, 1080 × 1920 | Qualcomm Snapdragon 650 (4 × 1,4 GHz Cortex-A53 + 2 × 1,8 GHz Cortex-A72)         | Qualcomm Adreno 510 | 32 GB                 | 3 GB   | 16 MP con autofocus e HDR                                       | 5 MP         | 4850 mAh | Android 6.0           | Android 7.0 MIUI 10 |
| Xiaomi Mi Max (CDMA) | 2016              | 6.44" IPS Full HD, 1080 × 1920 | Qualcomm Snapdragon 650 (4 × 1,4 GHz Cortex-A53 + 2 × 1,8 GHz Cortex-A72)         | Qualcomm Adreno 510 | 16/32/64 GB           | 2/3 GB | 16 MP con autofocus e HDR                                       | 5 MP         | 4850 mAh | Android 6.0           | Android 7.0 MIUI 10 |
| Xiaomi Mi Max Prime  | 2016              | 6.44" IPS Full HD, 1080 × 1920 | Qualcomm Snapdragon 652 (4 × 1,8 GHz Cortex-A72 + 4 × 1,4 GHz Cortex-A53)         | Qualcomm Adreno 510 | 128 GB                | 4 GB   | 16 MP con autofocus e HDR                                       | 5 MP         | 4850 mAh | Android 6.0           | Android 7.0 MIUI 10 |
| Xiaomi Mi Max 2      | 2017              | 6.44" IPS Full HD, 1080 × 1920 | Qualcomm Snapdragon 625 (8 × 2 GHz Cortex-A53)                                    | Qualcomm Adreno 506 | 32/64/128 GB          | 4 GB   | 12 MP con autofocus e HDR                                       | 5 MP         | 5300 mAh | Android 7.1.1 MIUI 11 |                     |
| Xiaomi Mi Max 3      | 2018              | 6.9" IPS, 1080 × 2160          | Qualcomm Snapdragon 636 (4 × 1,8 GHz Kyro 260 Gold + 4 × 1,4 GHz Kyro 260 Silver) | Qualcomm Adreno 509 | 64/128 GB             | 4/6 GB | 12 MP dual-pixel con autofocus e HDR 5 MP sensore di profondità | 8 MP         | 5500 mAh | Android 8.1           | Android 10 MIUI 12  |
| Xiaomi Mi Max 4      | 2019 (cancellato) | 7.2" IPS, 1080 × 2310          | Qualcomm Snapdragon 660 (4 × 2,2 GHz Kyro 260 Gold + 4 × 1,8 GHz Kyro 260 Silver) | Qualcomm Adreno 512 | 64/128 GB             | 4/6 GB | 48 MP con autofocus e HDR Sensore di profondità 3D con EIS      | 8 MP con HDR | 5800 mAh | Android 9.0 MIUI 11   | Android 9.0 MIUI 11 |
| Xiaomi Mi Max 4 Pro  | 2019 (cancellato) | 7.2" IPS, 1080 × 2310          | Qualcomm Snapdragon 675 (2 × 2 GHz Kyro 460 Gold + 6 × 1,7 GHz Kyro 460 Silver)   | Qualcomm Adreno 612 | 64/128 GB             | 6/8 GB | 48 MP con autofocus e HDR 20 MP ultragrandangolare con EIS      | 8 MP con HDR | 5800 mAh | Android 9.0 MIUI 11   | Android 9.0 MIUI 11 |

#### Xiaomi Mi A (2017-2019)
| Modello           | Anno | Display                            | Chipset                                                                           | GPU                 | Archiviazione interna | RAM    | Fotocamera                                                                      | Fotocamera    | Batteria | Sistema operativo | Sistema operativo |
| Modello           | Anno | Display                            | Chipset                                                                           | GPU                 | Archiviazione interna | RAM    | Principale                                                                      | Frontale      | Batteria | Di fabbrica       | Attuale           |
| ----------------- | ---- | ---------------------------------- | --------------------------------------------------------------------------------- | ------------------- | --------------------- | ------ | ------------------------------------------------------------------------------- | ------------- | -------- | ----------------- | ----------------- |
| Xiaomi Mi A1      | 2017 | 5.5" LTPS IPS, 1080 × 1920         | Qualcomm Snapdragon 625 (8 × 2 GHz Cortex-A53)                                    | Qualcomm Adreno 506 | 64 GB                 | 4 GB   | 12 MP con autofocus e HDR 12 MP teleobiettivo 2 × ottico con autofocus 4K@30fps | 5 MP          | 3080 mAh | Android One       |                   |
| Xiaomi Mi A2      | 2018 | 5.99" LTPS IPS UW-FHD, 1080 × 2160 | Qualcomm Snapdragon 660 (4 × 2,2 GHz Kyro 260 Gold & 4 × 1,8 GHz Kyro 260 Silver) | Qualcomm Adreno 512 | 32/64/128 GB          | 4/6 GB | 12 MP con HDR 20 MP con autofocus 4K@30fps o Full HD a 1080p@30fps con EIS      | 20 MP con HDR | 3000 mAh | Android One       |                   |
| Xiaomi Mi A2 Lite | 2018 | 5.84" IPS, 1080 × 2280             | Qualcomm Snapdragon 625 (8 × 2 GHz Cortex-A53)                                    | Qualcomm Adreno 506 | 32/64 GB              | 3/4 GB | 12 MP con autofocus e HDR 5 MP sensore di profondità con EIS                    | 5 MP con HDR  | 4000 mAh | Android One       |                   |
| Xiaomi Mi A3      | 2019 | 6.09" Super AMOLED, 720 × 1560     | Qualcomm Snapdragon 665 (4 × 2 GHz Kyro 260 Gold + 4 × 1,8 GHz Kyro 260 Silver)   | Qualcomm Adreno 610 | 64/128 GB             | 4/6 GB | 48 MP con autofocus e HDR 8 MP ultragrandangolare 2 MP sensore di profondità    | 32 MP con HDR | 4030 mAh | Android One       |                   |

#### Xiaomi Redmi (2013-)
| Modello                            | Anno | Display                      | Chipset                                                                   | GPU                 | Archiviazione interna | RAM      | Fotocamera                                                   | Fotocamera   | Batteria | Sistema operativo      | Sistema operativo      |
| Modello                            | Anno | Display                      | Chipset                                                                   | GPU                 | Archiviazione interna | RAM      | Principale                                                   | Frontale     | Batteria | Di fabbrica            | Attuale                |
| ---------------------------------- | ---- | ---------------------------- | ------------------------------------------------------------------------- | ------------------- | --------------------- | -------- | ------------------------------------------------------------ | ------------ | -------- | ---------------------- | ---------------------- |
| Xiaomi Redmi                       | 2013 | 4.7" IPS, 720 × 1280         | Mediatek MT6589T (4 × 1,5 GHz Cortex-A7)                                  | PowerVR SGX544MP2   | 4 GB                  | 1 GB     | 8 MP con autofocus e HDR                                     | 1,3 MP       | 2000 mAh | Android 4.2            |                        |
| Xiaomi Redmi 1S                    | 2014 | 4.7" IPS, 720 × 1280         | Qualcomm Snapdragon 400 (4 × 1,6 GHz Cortex-A7)                           | Qualcomm Adreno 305 | 8 GB                  | 1 GB     | 8 MP con autofocus e HDR                                     | 1,6 MP       | 2000 mAh | Android 4.3            | Android 4.4.4 MIUI 9.2 |
| Xiaomi Redmi 2                     | 2015 | 4.7" IPS, 720 × 1280         | Qualcomm Snapdragon 410 (4 × 1,2 GHz Cortex-A53)                          | Qualcomm Adreno 306 | 8/16 GB               | 1/2 GB   | 8 MP con autofocus e HDR                                     | 2 MP         | 2200 mAh | Android 4.4.4 MIUI 6.0 |                        |
| Xiaomi Redmi 2A                    | 2015 | 4.7" IPS, 720 × 1280         | Leadcore L1860C (4 × 1,5 GHz)                                             | Mali-T628 MP2       | 8 GB                  | 1 GB     | 8 MP con autofocus e HDR                                     | 2 MP         | 2200 mAh | Android 5.0 MIUI 6.0   |                        |
| Xiaomi Redmi 2 Prime               | 2015 | 4.7" IPS, 720 × 1280         | Qualcomm Snapdragon 410 (4 × 1.2 GHz Cortex-A53)                          | Qualcomm Adreno 306 | 16 GB                 | 2 GB     | 8 MP con autofocus e HDR                                     | 2 MP         | 2200 mAh | Android 4.4.4 MIUI 6.0 | Android 5.1.1 MIUI 7.2 |
| Xiaomi Redmi 2 Pro                 | 2015 | 4.7" IPS, 720 × 1280         | Qualcomm Snapdragon 410 (4 × 1.2 GHz Cortex-A53)                          | Qualcomm Adreno 306 | 16 GB                 | 2 GB     | 8 MP con autofocus e HDR                                     | 2 MP         | 2200 mAh | Android 4.4.4 MIUI 6.0 |                        |
| Xiaomi Redmi 3                     | 2016 | 5" IPS, 720 × 1280 pixel     | Qualcomm Snapdragon 616 (4 × 1,5 GHz Cortex-A53 + 4 × 1,2 GHz Cortex-A53) | Qualcomm Adreno 405 | 16 GB                 | 2 GB     | 13 MP con autofocus e HDR                                    | 5 MP         | 4100 mAh | Android 5.1 MIUI 7     |                        |
| Xiaomi Redmi 3 Pro                 | 2016 | 5" IPS, 720 × 1280 pixel     | Qualcomm Snapdragon 616 (4 × 1,5 GHz Cortex-A53 + 4 × 1,2 GHz Cortex-A53) | Qualcomm Adreno 405 | 32 GB                 | 3 GB     | 13 MP con autofocus e HDR                                    | 5 MP         | 4100 mAh | Android 5.1 MIUI 7.3   |                        |
| Xiaomi Redmi 3S                    | 2016 | 5" IPS, 720 × 1280 pixel     | Qualcomm Snapdragon 430 (8 × 1,4 GHz Cortex-A53)                          | Qualcomm Adreno 505 | 16 GB                 | 2 GB     | 13 MP con autofocus e HDR                                    | 5 MP         | 4100 mAh | Android 6.0.1 MIUI 9.2 |                        |
| Xiaomi Redmi 3S Prime              | 2016 | 5" IPS, 720 × 1280 pixel     | Qualcomm Snapdragon 430 (8 × 1,4 GHz Cortex-A53)                          | Qualcomm Adreno 505 | 32 GB                 | 3 GB     | 13 MP con autofocus e HDR                                    | 5 MP         | 4100 mAh | Android 6.0.1 MIUI 9.2 |                        |
| Xiaomi Redmi 3X                    | 2016 | 5" IPS, 720 × 1280 pixel     | Qualcomm Snapdragon 430 (8 × 1,4 GHz Cortex-A53)                          | Qualcomm Adreno 505 | 32 GB                 | 2 GB     | 13 MP con autofocus e HDR                                    | 5 MP         | 4100 mAh | Android 6.0.1 MIUI 7.3 |                        |
| Xiaomi Redmi 4                     | 2016 | 5" IPS, 720 × 1280 pixel     | Qualcomm Snapdragon 430 (8 × 1,4 GHz Cortex-A53)                          | Qualcomm Adreno 505 | 16 GB                 | 2 GB     | 13 MP con autofocus e HDR                                    | 5 MP         | 4100 mAh | Android 6.0.1 MIUI 8   |                        |
| Xiaomi Redmi 4 Prime               | 2016 | 5" IPS, 1080 × 1920 pixel    | Qualcomm Snapdragon 625 (8 × 2 GHz Cortex-A53)                            | Qualcomm Adreno 506 | 32 GB                 | 3 GB     | 13 MP con autofocus e HDR                                    | 5 MP         | 4100 mAh | Android 6.0.1 MIUI 8   |                        |
| Xiaomi Redmi 4A                    | 2016 | 5" IPS, 720 × 1280           | Qualcomm Snapdragon 425 (4 × 1,4 GHz Cortex-A53)                          | Qualcomm Adreno 308 | 16/32 GB              | 2/3 GB   | 13 MP con autofocus e HDR                                    | 5 MP         | 3120 mAh | Android 6.0.1 MIUI 10  |                        |
| Xiaomi Redmi 4X                    | 2017 | 5" IPS, 720 × 1280           | Qualcomm Snapdragon 435 (8 × 1,4 GHz Cortex-A53)                          | Qualcomm Adreno 505 | 16/32/64 GB           | 2/3/4 GB | 13 MP con autofocus e HDR                                    | 5 MP         | 4100 mAh | Android 6.0.1 MIUI 8   | Android 7.1.2 MIUI 11  |
| Xiaomi Redmi Pro                   | 2016 | 5.5" IPS, 1080 × 1920        | Mediatek Helio X20 (10 × 2.1 GHz)                                         | Mali-T880 MP4       | 32 GB                 | 3 GB     | 13 MP con autofocus e HDR 5 MP sensore di profondità         | 5 MP         | 4050 mAh | Android 6.0 MIUI 10    |                        |
| Xiaomi Redmi Pro High Edition      | 2016 | 5.5" IPS, 1080 × 1920        | Mediatek Helio X25 (10 × 2,3 GHz)                                         | Mali-T880 MP4       | 64 GB                 | 3 GB     | 13 MP con autofocus e HDR 5 MP sensore di profondità         | 5 MP         | 4050 mAh | Android 6.0 MIUI 10    |                        |
| Xiaomi Redmi Pro Exclusive Edition | 2016 | 5.5" IPS, 1080 × 1920        | Mediatek Helio X25 (10 × 2,5 GHz)                                         | Mali-T880 MP4       | 128 GB                | 4 GB     | 13 MP con autofocus e HDR 5 MP sensore di profondità         | 5 MP         | 4050 mAh | Android 6.0 MIUI 10    |                        |
| Xiaomi Redmi 5                     | 2017 | 5.7" IPS, 720 × 1440         | Qualcomm Snapdragon 450 (8 × 1,8 GHz Cortex-A53)                          | Qualcomm Adreno 506 | 16/32/64 GB           | 2/3/4 GB | 12 MP con autofocus e HDR                                    | 5 MP         | 3300 mAh | Android 7.1.2 MIUI 11  |                        |
| Xiaomi Redmi 5A                    | 2017 | 5" IPS, 720 × 1280           | Qualcomm Snapdragon 425 (4 × 1,4 GHz Cortex-A53)                          | Qualcomm Adreno 308 | 16/32 GB              | 2/3 GB   | 13 MP con autofocus e HDR                                    | 5 MP         | 3000 mAh | Android 7.1.2 MIUI 11  |                        |
| Xiaomi Redmi 5 Plus                | 2018 | 5.99" IPS, 1080 × 2160       | Qualcomm Snapdragon 625 (8 × 2 GHz Cortex-A53)                            | Qualcomm Adreno 506 | 32/64 GB              | 3/4 GB   | 12 MP dual pixel con autofocus e HDR                         | 5 MP         | 4000 mAh | Android 7.1.2 MIUI 11  | Android 10 MIUI 12     |
| Xiaomi Redmi 6                     | 2018 | 5.45" IPS, 720 × 1440        | Mediatek Helio P22 (8 × 2 GHz Cortex-A53)                                 | PowerVR GE8320      | 32/64 GB              | 3/4 GB   | 12 MP con autofocus e HDR 5 MP sensore di profondità         | 5 MP         | 3000 mAh | Android 8.1            | Android 10 MIUI 12     |
| Xiaomi Redmi 6A                    | 2018 | 5.45" IPS, 720 × 1440        | Mediatek Helio A22 (4 × 2 GHz Cortex-A53)                                 | PowerVR GE8320      | 16/32 GB              | 2/3 GB   | 13 MP con autofocus e HDR                                    | 5 MP         | 3000 mAh | Android 8.1            | Android 10 MIUI 12     |
| Xiaomi Redmi 6 Pro                 | 2018 | 5.84" IPS, 1080 × 2280 pixel | Qualcomm Snapdragon 625 (8 × 2 GHz Cortex-A53)                            | Qualcomm Adreno 506 | 32/64 GB              | 3/4 GB   | 12 MP con autofocus e HDR 5 MP sensore di profondità con EIS | 5 MP con HDR | 4000 mAh | Android 8.1            |                        |

#### Xiaomi Redmi Note (2014-2018)
| Modello                            | Anno | Display                | Chipset                                                                           | GPU                 | Archiviazione interna | RAM      | Fotocamera                                                      | Fotocamera                                                           | Batteria      | Sistema operativo      | Sistema operativo      |  |
| Modello                            | Anno | Display                | Chipset                                                                           | GPU                 | Archiviazione interna | RAM      | Principale                                                      | Frontale                                                             | Batteria      | Di fabbrica            | Attuale                |  |
| ---------------------------------- | ---- | ---------------------- | --------------------------------------------------------------------------------- | ------------------- | --------------------- | -------- | --------------------------------------------------------------- | -------------------------------------------------------------------- | ------------- | ---------------------- | ---------------------- |  |
| Xiaomi Redmi Note                  | 2014 | 5.5" IPS, 720 × 1280   | Mediatek MT6592 (4 × 1.4 GHz Cortex-A7 + 4 × 1.7 GHz Cortex-A7)                   | Mali-450MP4         | 8 GB                  | 1/2 GB   | 13 MP con autofocus e HDR                                       | 5 MP                                                                 | 3100/3200 mAh | Android 4.2            | Android 4.4.4 MIUI 9.2 |  |
| Xiaomi Redmi Note 4G               | 2014 | 5.5" IPS, 720 × 1280   | Qualcomm Snapdragon 400 (4 × 1.6 GHz Cortex-A7)                                   | Qualcomm Adreno 305 | 8 GB                  | 2 GB     | 13 MP con autofocus e HDR                                       | 5 MP                                                                 | 3100 mAh      | Android 4.2            | Android 4.4.2 MIUI 5   |  |
| Xiaomi Redmi Note Prime            | 2015 | 5.5" IPS, 720 × 1280   | Qualcomm Snapdragon 410 (4 × 1,2 GHz Cortex-A53)                                  | Qualcomm Adreno 306 | 16 GB                 | 2 GB     | 13 MP con autofocus e HDR                                       | 5 MP                                                                 | 3100 mAh      | Android 4.4.4 MIUI 9.2 |                        |  |
| Xiaomi Redmi Note 2                | 2015 | 5.5" IPS, 1080 × 1920  | Mediatek Helio X10 (8 × 2 GHz Cortex-A53)                                         | PowerVR G6200       | 16 GB                 | 2 GB     | 13 MP con autofocus e HDR                                       | 5 MP                                                                 | 3060 mAh      | Android 5.0 MIUI 7     |                        |  |
| Xiaomi Redmi Note 2 Prime          | 2015 | 5.5" IPS, 1080 × 1920  | Mediatek Helio X10 (8 × 2.2 GHz Cortex-A53)                                       | PowerVR G6200       | 32 GB                 | 2 GB     | 13 MP con autofocus e HDR                                       | 5 MP                                                                 | 3060 mAh      | Android 5.0 MIUI 7     |                        |  |
| Xiaomi Redmi Note 3                | 2016 | 5.5" IPS, 1080 × 1920  | Qualcomm Snapdragon 650 (4 × 1.4 GHz Cortex-A53 + 2 × 1.8 GHz Cortex-A72)         | Qualcomm Adreno 510 | 16/32 GB              | 2/3 GB   | 16 MP con autofocus e HDR                                       | 5 MP                                                                 | 4050 mAh      | Android 5.1.1 MIUI 7   | Android 6.0.1 MIUI 9.5 |  |
| Xiaomi Redmi Note 3 (Mediatek)     | 2016 | 5.5" IPS, 1080 × 1920  | Mediatek Helio X10 (8 × 2.0 GHz Cortex-A53)                                       | PowerVR G6200       | 16/32 GB              | 2/3 GB   | 13 MP con autofocus e HDR                                       | 5 MP                                                                 | 4000 mAh      | Android 5.0.2 MIUI 7   |                        |  |
| Xiaomi Redmi Note 4                | 2017 | 5.5" IPS, 1080 × 1920  | Qualcomm Snapdragon 625 (8 × 2 GHz Cortex-A53)                                    | Qualcomm Adreno 506 | 32/64 GB              | 3/4 GB   | 13 MP con autofocus e HDR                                       | 5 MP                                                                 | 4100 mAh      | Android 6.0            | Android 7.0 MIUI 11    |  |
| Xiaomi Redmi Note 4 (Mediatek)     | 2017 | 5.5" IPS, 1080 × 1920  | Mediatek Helio X20 (10 × 2.1 GHz)                                                 | Mali-T880 MP4       | 16/64 GB              | 2/3/4 GB | 13 MP con autofocus e HDR                                       | 5 MP                                                                 | 4100 mAh      | Android 6.0 MIUI 10    |                        |  |
| Xiaomi Redmi Note 4X               | 2017 | 5.5" IPS, 1080 × 1920  | Qualcomm Snapdragon 625 (8 × 2 GHz Cortex-A53)                                    | Qualcomm Adreno 506 | 16/32/64 GB           | 3/4 GB   | 13 MP con autofocus e HDR                                       | 5 MP                                                                 | 4100 mAh      | Android 6.0            | Android 7.0 MIUI 11    |  |
| Xiaomi Redmi Note 4X (Mediatek)    | 2017 | 5.5" IPS, 1080 × 1920  | Mediatek Helio X20 (10 × 2.1 GHz)                                                 | Mali-T880 MP4       | 64 GB                 | 4 GB     | 13 MP con autofocus e HDR                                       | 5 MP                                                                 | 4100 mAh      | Android 6.0 MIUI 10    | Android 7.0 MIUI 10    |  |
| Xiaomi Redmi Note 5                | 2018 | 5.99" IPS, 1080 × 2160 | Qualcomm Snapdragon 625 (8 × 2 GHz Cortex-A53)                                    | Qualcomm Adreno 506 | 32/64 GB              | 3/4 GB   | 12 MP dual pixel con autofocus e HDR                            | 5 MP                                                                 | 4000 mAh      | Android 7.1.2          | Android 10 MIUI 12     |  |
| Xiaomi Redmi Note 5A               | 2017 | 5.5" IPS, 720 × 1280   | Qualcomm Snapdragon 435 (8 × 1.4 GHz Cortex-A53)                                  | Qualcomm Adreno 505 | 16/32 GB              | 2/3 GB   | 13 MP con autofocus e HDR                                       | 16 MP                                                                | 3080 mAh      | Android 7.1.2 MIUI 11  |                        |  |
| Xiaomi Redmi Note 5 AI Dual Camera | 2018 | 5.99" IPS, 1080 × 2160 | Qualcomm Snapdragon 636 (4 × 1.8 GHz Kyro 260 Gold + 4 × 1.6 GHz Kyro 260 Silver) | Qualcomm Adreno 509 | 32/64 GB              | 3/4/6 GB | 12 MP dual pixel con autofocus e HDR 5 MP sensore di profondità | 13 MP                                                                | 4000 mAh      | Android 8.0 MIUI 9     |                        |  |
| Xiaomi Redmi Note 5 Pro            | 2018 | 5.99" IPS, 1080 × 2160 | Qualcomm Snapdragon 636 (4 × 1.8 GHz Kyro 260 Gold + 4 × 1.6 GHz Kyro 260 Silver) | Qualcomm Adreno 509 | 64 GB                 | 4/6 GB   | 12 MP con autofocus e HDR 5 MP sensore di profondità            | 20 MP                                                                | 4000 mAh      | Android 7.1.2 MIUI 11  | Android 10 MIUI 12     |  |
| Xiaomi Redmi Note 6 Pro            | 2018 | 6.26" IPS, 1080 × 2280 | Qualcomm Snapdragon 636 (4 × 1.8 GHz Kyro 260 Gold + 4 × 1.6 GHz Kyro 260 Silver) | Qualcomm Adreno 509 | 32/64 GB              | 3/4/6 GB | 12 MP dual pixel con autofocus e HDR 5 MP sensore di profondità | 20 MP con HDR 2 MP sensore di profondità 3D per lo sblocco con volto | 4000 mAh      | Android 8.1            | Android 10 MIUI 12     |  |

#### Altri
| Modello                     | Anno | Display                                                        | Chipset | GPU                   | Archiviazione interna | RAM     | Fotocamera | Fotocamera                                                               | Batteria | Sistema operativo    | Sistema operativo  |
| Modello                     | Anno | Display                                                        | Chipset | GPU                   | Archiviazione interna | RAM     | Principale | Frontale                                                                 | Batteria | Iniziale             | Attuale            |
| --------------------------- | ---- | -------------------------------------------------------------- | --- | --------------------- | --------------------- | ------- | --- | ------------------------------------------------------------------------ | -------- | -------------------- | ------------------ |
| Xiaomi Mi CC9               | 2019 | 6.39" Super AMOLED con HDR, 1080 × 2430                        | Qualcomm Snapdragon 710 (2 × 2,2 GHz Kyro 360 Gold + 6 × 1,7 GHz Kyro 360 Silver)                                 | Qualcomm Adreno 616   | 64/128/256 GB         | 6/8 GB  | 48 MP con autofocus e HDR 8 MP ultragrandangolare 2 MP sensore di profondità | 32 MP con HDR                                                            | 4030 mAh | Android 9.0          | Android 10 MIUI 11 |
| Xiaomi Mi CC9 Meitu Edition | 2019 | 6.39" Super AMOLED con HDR, 1080 × 2430                        | Qualcomm Snapdragon 710 (2 × 2,2 GHz Kyro 360 Gold + 6 × 1,7 GHz Kyro 360 Silver)                                 | Qualcomm Adreno 616   | 256 GB                | 8 GB    | 48 MP con autofocus e HDR 8 MP ultragrandangolare 2 MP sensore di profondità | 32 MP con HDR                                                            | 4030 mAh | Android 9.0          | Android 10 MIUI 11 |
| Xiaomi Mi CC9 Pro           | 2019 | 6.47" AMOLED HDR10, 1080 × 2430                                | Qualcomm Snapdragon 730G (2 × 2,2 GHz Kyro 470 Gold + 6 × 1,8 GHz Kyro 470 Silver)                                | Qualcomm Adreno 618   | 128/256 GB            | 6/8 GB  | 108 MP a 7 lenti (8 sul modello 256 GB) con autofocus laser, HDR e OIS 12 MP teleobiettivo dual pixel 2x ottico con autofocus 5 MP teleobiettivo upscalato a 8 MP ottico 5x con autofocus e OIS 20 MP ultragrandangolare 2 MP macro | 32 MP con HDR                                                            | 5260 mAh | Android 9.0          | Android 11 MIUI 12 |
| Xiaomi Mi CC9e              | 2019 | 6.01" Super AMOLED, 720 × 1560                                 | Qualcomm Snapdragon 665 (4 × 2 GHz Kyro 260 Gold + 4 × 1,8 GHz Kyro 260 Silver)                                   | Qualcomm Adreno 610   | 64/128 GB             | 4/6 GB  | 48 MP con autofocus e HDR 8 MP ultragrandangolare 2 MP sensore di profondità | 32 MP con HDR                                                            | 4030 mAh | Android 9.0          |                    |
| Xiaomi Mi Play              | 2018 | 5.84" IPS, 1080 × 2280                                         | MediaTek Helio P35 (4 × 2,3 GHz Cortex-A53 + 4 × 1,8 GHz Cortex-A53)                                              | PowerVR GE8320        | 64 GB                 | 4 GB    | 12 MP con autofocus e HDR 2 MP sensore di profondità | 8 MP con HDR                                                             | 3000 mAh | Android 9.0          |                    |
| Xiaomi Civi                 | 2021 | 6.55" OLED HDR10+, 1080 × 2400 @120Hz                          | Qualcomm SM7325 Snapdragon 778G 5G (4 × 2,4 GHz Kyro 670 + 4 × 1,8 GHz Kyro 670)                                  | Qualcomm Andreno 642L | 128/256 GB            | 8/12 GB | 64 MP con autofocus e HDR 8 MP ultragrandangolare 2 MP macro | 32 MP con HDR e autofocus                                                | 4500 mAh | Android 11 MIUI 12.5 |                    |
| Xiaomi Civi 1S              | 2022 | 6.55" OLED HDR10+, 1080 × 2400 @120Hz                          | Qualcomm SM7325-AE Snapdragon 778G+ 5G (1 × 2.5 GHz Cortex-A78 + 3 × 2.4 GHz Cortex-A78 + 4 × 1.8 GHz Cortex-A55) | Qualcomm Andreno 642L | 128/256 GB            | 8/12 GB | 64 MP con autofocus e HDR 8 MP ultragrandangolare 2 MP macro | 32 MP con HDR e autofocus                                                | 4500 mAh | Android 12 MIUI 13   |                    |
| Xiaomi Civi 2               | 2022 | 6.55" AMOLED HDR10+ con Dolby Vision, 1080 x 2400 pixel @120Hz | Qualcomm Snapdragon 7 Gen 1 (2,4 GHz)                                                                             |                       | 128/256 GB            | 8/12 GB | 50 MP principale con PDAF e HDR 20 MP ultrangrandangolare 2 MP macro | 32 MP principale con autofocus 32 MP ultragrandangolare entrambe con HDR | 4500 mAh | Android 12 MIUI 13   |                    |

### Marchi collegati

#### Black Shark
- Xiaomi Black Shark
- Xiaomi Black Shark Helo
- Xiaomi Black Shark 2
- Xiaomi Black Shark 2 Pro
- Xiaomi Black Shark 3
- Xiaomi Black Shark 3 Pro
- Xiaomi Black Shark 3S
- Xiaomi Black Shark 4
- Xiaomi Black Shark 4 Pro
- Xiaomi Black Shark 4S
- Xiaomi Black Shark 4S Pro
- Xiaomi Black Shark 5
- Xiaomi Black Shark 5 RS
- Xiaomi Black Shark 5 Pro

#### Redmi
- Redmi 7A
- Redmi 7
- Redmi Note 7
- Redmi Note 7S
- Redmi Note 7 Pro
- Redmi 8A
- Redmi 8A Pro
- Redmi 8
- Redmi Note 8
- Redmi Note 8 Pro
- Redmi Note 8T
- Redmi 9
- Redmi 9A
- Redmi 9AT
- Redmi 9C
- Redmi 9C NFC
- Redmi 9i
- Redmi 9T
- Redmi 9 Power
- Redmi 9 Prime
- Redmi Note 9
- Redmi Note 9 4G
- Redmi Note 9 5G
- Redmi Note 9S
- Redmi Note 9T
- Redmi Note 9 Pro
- Redmi Note 9 Pro 5G
- Redmi Note 9 Pro Max
- Redmi 10X Pro 5G
- Redmi Note 10
- Redmi Note 10 5G
- Redmi Note 10S
- Redmi Note 10 Pro
- Redmi Note 10 Pro (China)
- Redmi K40 Gaming
- Redmi K40S
- Redmi Note 8 2021
- Redmi Note 10T 5G
- Redmi 10
- Redmi 10 (India)
- Redmi 10 5G
- Redmi 10A
- Redmi 10 Prime
- Redmi 9 Active
- Redmi 9A Sport
- Redmi 9i Sport[31]
- Redmi Note 10 Lite
- Redmi 10 2022[32]
- Redmi 10C
- Redmi 10 Power
- Redmi 10 Prime (2022)
- Redmi 11 Prime
- Redmi 11 Prime 5G
- Redmi Note 11
- Redmi Note 11 (China)
- Redmi Note 11E
- Redmi Note 11E Pro
- Redmi Note 11 Prime
- Redmi Note 11 Prime 5G
- Redmi Note 11S
- Redmi Note 11S 5G
- Redmi Note 11SE[33]
- Redmi Note 11SE (India)
- Redmi Note 11R
- Redmi Note 11 Pro
- Redmi Note 11 Pro (China)
- Redmi Note 11 Pro 5G
- Redmi Note 11 Pro+
- Redmi Note 11 Pro+ 5G
- Redmi Note 11 Pro+ 5G (India)[34]
- Redmi Note 11 4G
- Redmi Note 11T 5G
- Redmi Note 11T Pro
- Redmi Note 11T Pro+
- Redmi K50
- Redmi K50 Pro
- Redmi K50 Gaming
- Redmi K50i
- Redmi K50 Ultra
- Redmi A1
- Redmi A1+
- Redmi 12C
- Redmi Note 12
- Redmi Note 12 4G
- Redmi Note 12 (China)
- Redmi Note 12S
- Redmi Note 12 Pro
- Redmi Note 12 Pro 4G
- Redmi Note 12 Pro+
- Redmi Note 12 Discovery
- Redmi Note 12 Pro Speed
- Redmi Note 12 Turbo[33]
- Redmi Note 13
- Redmi Note 13 5G
- Redmi Note 13 Pro 4G
- Redmi Note 13 Pro 5G
- Redmi Note 13 Pro+ 5G
- Redmi K60
- Redmi K60E
- Redmi K60 Pro
- Redmi A2
- Redmi A2+

#### POCO
| Modello           | Anno              | Display                                                                 | Chipset | GPU                   | Archiviazione interna       | RAM                       | Fotocamera | Fotocamera                  | Batteria | Sistema operativo               | Sistema operativo           |
| Modello           | Anno              | Display                                                                 | Chipset | GPU                   | Archiviazione interna       | RAM                       | Principale | Frontale                    | Batteria | Di fabbrica                     | Attuale                     |
| ----------------- | ----------------- | ----------------------------------------------------------------------- | --- | --------------------- | --------------------------- | ------------------------- | --- | --------------------------- | -------- | ------------------------------- | --------------------------- |
| POCO Pocophone F1 | 2018              | 6.18" IPS LCD, 1080 × 2246 pixel                                        | Qualcomm SDM845 Snapdragon 845 (4 × 2,8 GHz Kyro 385 Gold + 4 × 1,8 GHz Kyro 385 Silver)                             | Qualcomm Adreno 630   | 64/128/256 GB               | 6/8 GB                    | 12 MP principale dual-pixel con autofocus e HDR 5 MP sensore di profondità                                                      | 20 MP con HDR               | 4000 mAh | Android 8.1                     | Android 10 MIUI 12          |
| POCO F2 Pro       | 2020              | 6.67" Super AMOLED con HDR10+, 1080 × 2400 pixel                        | Qualcomm SM8250 Snapdragon 865 5G (1 × 2,84 GHz Kyro 585 + 3 × 2,42 GHz Kyro 585 + 4 × 1,8 GHz Kyro 585)             | Qualcomm Adreno 650   | 128/256 GB                  | 6 (LPDDR4X)/8 (LPDDR5) GB | 64 MP principale con autofocus e HDR 5 MP teleobiettivo macro con autofocus 13 MP ultragrandangolare 2 MP sensore di profondità | 20 MP con HDR pop-up        | 4700 mAh | Android 10 MIUI 12              | Android 11 MIUI 12          |
| POCO X2           | 2020              | 6.67" IPS LCD con HDR10, 1080 × 2400 pixel                              | Qualcomm SDM730 Snapdragon 730G (2 × 2,2 GHz Kyro 470 Gold + 6 × 1,8 GHz Kyro 470 Silver)                            | Qualcomm Adreno 650   | 64/128/256 GB               | 6/8 GB                    | 64 MP principale con autofocus e HDR 2 MP macro 8 MP ultragrandangolare 2 MP sensore di profondità                              | 20 MP con HDR               | 4500 mAh | Android 10 MIUI 12              | Android 11 MIUI 12.5        |
| POCO M2           | 2020              | 6.53" IPS LCD, 1080 × 2340 pixel                                        | Mediatek MT6769V/CU Helio G80 (2 × 2,0 GHz Cortex-A75 + 6 × 1,8 GHz Cortex-A55)                                      | Mali-G52 MC2          | 64/128 GB                   | 6 GB                      | 13 MP principale con autofocus e HDR 5 MP macro 8 MP ultragrandangolare 2 MP sensore di profondità                              | 8 MP con HDR                | 5000 mAh | Android 10 MIUI 12              |                             |
| POCO M2 Pro       | 2020              | 6.67" IPS LCD, 1080 × 2400 pixel                                        | Qualcomm SM7125 Snapdragon 720G (2 × 2,3 GHz Kyro 465 Gold + 6 × 1,8 GHz Kyro 465 Silver)                            | Qualcomm Adreno 618   | 64/128 GB                   | 4/6 GB                    | 48 MP principale con autofocus e HDR 5 MP macro con autofocus 8 MP ultragrandangolare 2 MP sensore di profondità                | 16 MP con HDR               | 5000 mAh | Android 10 MIUI 12              |                             |
| POCO M2 Reloaded  | 2021              | 6.53" IPS LCD, 1080 × 2340 pixel                                        | Mediatek MT6769V/CU Helio G80 (2 × 2,0 GHz Cortex-A75 + 6 × 1,8 GHz Cortex-A55)                                      | Mali-G52 MC2          | 64 GB                       | 4 GB                      | 13 MP principale con autofocus e HDR 5 MP macro 8 MP ultragrandangolare 2 MP sensore di profondità                              | 8 MP con HDR                | 5000 mAh | Android 10 MIUI 12              |                             |
| POCO F3           | 2021              | 6.67" AMOLED con HDR10+, 1080 × 2400 pixel                              | Qualcomm SM8250-AC Snapdragon 870 5G (1 × 3,2 GHz Kyro 585 + 3 × 2,42 GHz Kyro 585 + 4 × 1.8 GHz Kyro 585)           | Qualcomm Adreno 650   | 128/256 GB                  | 6/8 GB                    | 48 MP principale con autofocus e HDR 5 MP macro con autofocus 8 MP ultragrandangolare                                           | 20 MP con HDR               | 4520 mAh | Android 11 MIUI 12.5.6 for POCO |                             |
| POCO F3 GT        | 2021              | 6.67" AMOLED con HDR10+, 1080 × 2400 pixel                              | Mediatek MT6893 Dimensity 1200 (1 × 3 GHz Cortex-A78 + 3 × 2,6 GHz Cortex-A78 + 4 × 2 GHz Cortex-A55)                | Mali-G77 MC9          | 128/256 GB                  | 6/8 GB                    | 64 MP principale con autofocus e HDR 2 MP macro 8 MP ultragrandangolare                                                         | 16 MP con HDR               | 5065 mAh | Android 11                      | Android 12 MIUI 13 for POCO |
| POCO X3           | 2020              | 6.67" IPS LCD con HDR10, 1080 × 2400 pixel                              | Qualcomm SM7150-AC Snapdragon 732G (2 × 2,3 GHz Kyro 470 Gold + 6 × 1,8 GHz Kyro 470 Silver)                         | Qualcomm Adreno 618   | 64/128 GB                   | 6/8 GB                    | 64 MP principale con autofocus e HDR 2 MP macro con autofocus 13 MP ultragrandangolare 2 MP sensore di profondità               | 20 MP con HDR               | 6000 mAh | Android 10 MIUI 12              |                             |
| POCO X3 NFC       | 2020              | 6.67" IPS LCD con HDR10, 1080 × 2400 pixel                              | Qualcomm SM7150-AC Snapdragon 732G (2 × 2,3 GHz Kyro 470 Gold + 6 × 1,8 GHz Kyro 470 Silver)                         | Qualcomm Adreno 618   | 64/128 GB                   | 6/8 GB                    | 64 MP principale con autofocus e HDR 2 MP macro 13 MP ultragrandangolare 2 MP sensore di profondità                             | 20 MP con HDR               | 5160 mAh | Android 10 MIUI 12              | Android 12 MIUI 12.5        |
| POCO X3 Pro       | 2021              | 6.67" IPS LCD con HDR10, 1080 × 2400 pixel                              | Qualcomm 860 (1 × 2,96 GHz Kyro 485 Gold + 3 × 2,42 GHz Kyro 485 Gold + 4 × 1,78 GHz Kyro 485 Silver)                | Qualcomm Adreno 640   | 128/256 GB                  | 6/8 GB                    | 48 MP principale con autofocus e HDR 2 MP macro 8 MP ultragrandangolare 2 MP sensore di profondità                              | 20 MP con HDR               | 5160 mAh | Android 11                      | Android 12 MIUI 13 for POCO |
| POCO X3 GT        | 2021              | 6.6" IPS LCD con HDR10, 1080 × 2400 pixel                               | MediaTek MT6891Z Dimensity 1100 (4 × 2,6 GHz Cortex-A78 + 4 × 2 GHz Cortex-A55)                                      | Mali-G77 MC9          | 128/256 GB                  | 8 GB                      | 64 MP principale con autofocus e HDR 2 MP macro 8 MP ultragrandangolare                                                         | 16 MP con HDR               | 5000 mAh | Android 11 MIUI 12.5 for POCO   |                             |
| POCO M3           | 2020              | 6.53" IPS LCD, 1080 × 2340 pixel                                        | Qualcomm SM6115 Snapdragon 662 (4 × 2 GHz Kyro 260 Gold + 4 × 1,8 GHz Kyro 260 Silver)                               | Qualcomm Adreno 610   | 64 UFS 2.1 / 128 UFS 2.2 GB | 4/6 GB                    | 48 MP principale con autofocus e HDR 2 MP macro 2 MP sensore di profondità                                                      | 8 MP con HDR                | 6000 mAh | Android 10 MIUI 12              |                             |
| POCO M3 Pro       | 2021 (cancellato) | 6.5" IPS LCD, 1080 × 2400 pixel                                         | MediaTek MT6833 Dimensity 700 (2 × 2,2 GHz Cortex-A76 + 6 × 2 GHz Cortex-A55)                                        | Mali-G57 MC2          | 64/128 GB                   | 4/6 GB                    | 48 MP principale con autofocus e HDR 2 MP macro 2 MP sensore di profondità                                                      | 8 MP con HDR                | 5000 mAh | Android 11 MIUI 12              |                             |
| POCO M3 Pro 5G    | 2021              | 6.5" IPS LCD, 1080 × 2400 pixel                                         | MediaTek MT6833 Dimensity 700 (2 × 2,2 GHz Cortex-A76 + 6 × 2 GHz Cortex-A55)                                        | Mali-G57 MC2          | 64/128 GB                   | 4/6 GB                    | 48 MP principale con autofocus e HDR 2 MP macro 2 MP sensore di profondità                                                      | 8 MP con HDR                | 5000 mAh | Android 11 MIUI 12              |                             |
| POCO C3           | 2020              | 6.43" IPS LCD, 720 x 1600 pixel                                         | MediaTek MT6765G Helio G35 (4 × 2,3 GHz Cortex-A53 + 4 × 1,8 GHz Cortex-A53)                                         | PowerVR GE8320        | 32/64 GB                    | 3/4 GB                    | 13 MP principale con autofocus e HDR 2 MP macro 2 MP sensore di profondità                                                      | 5 MP con HDR                | 5000 mAh | Android 10 MIUI 12              |                             |
| POCO C31          | 2021              | 6.53" IPS LCD, 720 x 1600 pixel                                         | MediaTek MT6765G Helio G35 (4 × 2,3 GHz Cortex-A53 + 4 × 1,8 GHz Cortex-A53)                                         | PowerVR GE8320        | 32/64 GB                    | 3/4 GB                    | 13 MP principale con autofocus e HDR 2 MP macro 2 MP sensore di profondità                                                      | 5 MP con HDR                | 5000 mAh | Android 10 MIUI 12              |                             |
| POCO F4           | 2022              | 6.67" AMOLED con HDR10+, 1080 × 2400 pixel                              | Qualcomm SM8250-AC Snapdragon 870 5G (1 × 3,2 GHz Kyro 585 + 3 × 2,42 GHz Kyro 585 + 4 × 1,80 GHz Kyro 585)          | Qualcomm Andreno 650  | 128/256 GB                  | 6/8/12 GB                 | 64 MP principale con autofocus, OIS e HDR 2 MP macro 8 MP ultragrandangolare                                                    | 20 MP con HDR               | 4500 mAh | Android 12 MIUI 13 for POCO     |                             |
| POCO F4 GT        | 2022              | 6.67" AMOLED con HDR10+, 1080 × 2400 pixel                              | Qualcomm SM8450 Snapdragon 8 Gen 1 (1 × 3 GHz Cortex-X2 + 3 × 2,5 GHz Cortex-A710 + 4 × 1,8 GHz Cortex-A510)         | Qualcomm Adreno 730   | 128/256 GB                  | 8/12 GB                   | 64 MP principale con autofocus e HDR 2 MP macro 8 MP ultragrandangolare                                                         | 20 MP con HDR               | 4700 mAh | Android 12 MIUI 13              |                             |
| POCO X4 NFC       | 2022              | 6.67" Super AMOLED con HDR10, 1080 × 2400 pixel                         | MediaTek Dimensity 920 (2 × 2,5 GHz Cortex-A78 + 6 × 2 GHz Cortex-A55)                                               | Mali-G68 MC4          | 128/256 GB                  | 6/8 GB                    | 108 MP principale con autofocus e HDR 2 MP teleobiettivo macro 8 MP ultragrandangolare                                          | 16 MP                       | 5160 mAh | Android 11 MIUI 12.5            |                             |
| POCO X4 Pro 5G    | 2022              | 6.67" AMOLED, 1080 × 2400 pixel                                         | Qualcomm SM6375 Snapdragon 695 5G (2 × 2,2 GHz Kyro 660 Gold + 6 × 1,7 GHz Kyro 660 Silver)                          | Qualcomm Andreno 619  | 64/128/256 GB               | 6/8 GB                    | 108 MP principale con autofocus e HDR (Globale) 64 MP principale con autofocus e HDR (India) 2 MP macro 8 MP ultragrandangolare | 16 MP con HDR               | 5000 mAh | Android 11 MIUI 13 for POCO     |                             |
| POCO X4 GT        | 2022              | 6.6" IPS LCD, 1080 × 2460 pixel                                         | MediaTek Dimensity 8100 (4 × 2,85 GHz Cortex-A78 + 4 × 2 GHz Cortex-A55)                                             | Mali-G610 MC6         | 128/256 GB                  | 8 GB                      | 64 MP principale con autofocus e HDR 2 MP macro 8 MP ultragrandangolare                                                         | 16 MP con HDR               | 5080 mAh | Android 12 MIUI 13 for POCO     |                             |
| POCO M4 5G        | 2022              | 6.58" IPS LCD, 1080 × 2400 pixel                                        | MediaTek MT6833 Dimensity 700 (2 × 2,2 GHz Cortex-A76 + 6 × 2 GHz Cortex-A55)                                        | Mali-G57 MC2          | 64/128 GB                   | 4/6 GB                    | 50 MP principale con autofocus e HDR 2 MP sensore di profondità                                                                 | 8 MP con HDR                | 5000 mAh | Android 12 MIUI 13              |                             |
| POCO M4 Pro       | 2022              | 6.43" AMOLED, 1080 × 2400 pixel                                         | MediaTek Helio 920 (2 × 2,05 GHz Cortex-A76 + 6 × 2 GHz Cortex-A55)                                                  | Mali-G57 MC2          | 64/128/256 GB               | 6/8 GB                    | 64 MP principale con autofocus e HDR 2 MP macro 8 MP ultragrandangolare                                                         | 16 MP con HDR               | 5000 mAh | Android 11 MIUI 13 for POCO     |                             |
| POCO M4 Pro 5G    | 2021              | 6.6" IPS LCD, 1080 × 2400 pixel                                         | MediaTek MT6833P Dimensity 810 (2 × 2,4 GHz Cortex-A76 + 6 × 2 GHz Cortex-A55)                                       | Mali-G57 MC2          | 64/128/256 GB               | 4/6/8 GB                  | 50 MP principale con autofocus e HDR 8 MP ultragrandangolare                                                                    | 16 MP                       | 5000 mAh | Android 11 MIUI 12.5            |                             |
| POCO C40          | 2022              | 6.7" IPS LCD, 720 x 1650 pixel                                          | Qualcomm SM6225 Snapdragon 680 4G (4 × 2,4 GHz Kyro 265 Gold + 4 × 1,9 GHz Kyro 265 Silver)                          | Qualcomm Andreno 610  | 32/64 GB                    | 3/4/6 GB                  | 50 MP principale con autofocus e HDR 2 MP sensore di profondità                                                                 | 5 MP                        | 5000 mAh | Android 11 MIUI 13              |                             |
| POCO M5           | 2022              | 6.58" IPS LCD, 1080 x 2408 pixel @90 Hz                                 | MediaTek MT8781 Helio G99 (2 × 2,2 GHz Cortex-A76 + 6 × 2,0 GHz Cortex-A55)                                          | Mali-G57 MC2          | 64/128 GB                   | 4/6 GB                    | 50 MP principale con autofocus e HDR 2 MP macro 2 MP sensore di profondità                                                      | 5 MP (Globale) 8 MP (India) | 5000 mAh | Android 12 MIUI 13              |                             |
| POCO M5s          | 2022              | 6.43" AMOLED, 1080 x 2400 pixel                                         | MediaTek Helio G95 (2 × 2,05 GHz Cortex-A76 + 6 × 2,0 GHz Cortex-A55)                                                | Mali-G76 MC4          | 64/128 GB                   | 4/6 GB                    | 64 MP principale con PDAF e HDR 8 MP ultragrandangolare 2 MP macro 2 MP sensore di profondità                                   | 13 MP                       | 5000 mAh | Android 12 MIUI 13              |                             |
| POCO C50          | 2023              | 6.52" IPS, 720 × 1600 pixel                                             | MediaTek MT6761 Helio A22 (4 × 2,0 GHz Cortex-A53)                                                                   | PowerVR GE8320        | 32 GB                       | 2/3 GB                    | 8 MP principale con HDR | 5 MP                        | 5000 mAh | Android 12 Go Edition           |                             |
| POCO C55          | 2023              | 6.71" IPS, 720 × 1650 pixel                                             | MediaTek MT6769Z Helio G85 (2 × 2,0 GHz Cortex-A75 + 6 × 1,8 GHz Cortex-A55)                                         | Mali-G52 MC2          | 64/128 GB                   | 4/6 GB                    | 50 MP principale con HDR e autofocus 0.08 MP sensore di profondità                                                              | 5 MP                        | 5000 mAh | Android 12 MIUI 13 for POCO     |                             |
| POCO X5           | 2023              | 6.67" Super AMOLED, 1080 × 2400 pixel @120 Hz                           | Qualcomm SM6375 Snapdragon 695 5G (2 × 2,2 GHz Kyro 660 Gold + 6 × 1,7 GHz Kyro 660 Silver)                          | Qualcomm Andreno 619  | 128/256 GB                  | 6/8 GB                    | 48 MP principale con HDR e PDAF 8 MP ultragrandangolare 2 MP Macro                                                              | 13 MP                       | 5000 mAh | Android 12 MIUI 13 for POCO     |                             |
| POCO X5 Pro       | 2023              | 6.67" AMOLED, 1080 × 2400 pixel @120 Hz con Dolby Vision e HDR10+       | Qualcomm SM7325 Snapdragon 778G 5G (1 × 2,4 GHz Cortex-A78 + 3 × 2,2 GHz Cortex-A78 + 4 × 1,9 GHz Cortex-A55)        | Qualcomm Andreno 642L | 128/256 GB                  | 6/8 GB                    | 108 MP principale con HDR e PDAF 8 MP ultragrandangolare 2 MP Macro                                                             | 16 MP                       | 5000 mAh | Android 12 MIUI 14 for POCO     |                             |
| POCO C51          | 2023              | 6.52" IPS, 720 × 1600 pixel                                             | MediaTek Helio G36 (4 × 2,2 GHz Cortex-A53 + 4 × 1,7 GHz Cortex-A53)                                                 | PowerVR GE8320        | 64 GB                       | 4 GB                      | 8 MP principale con HDR 0.08 MP Sensore TOF di profondità                                                                       | 5 MP                        | 5000 mAh | Android 13 Go Edition with MIUI |                             |
| POCO F5           | 2023              | 6.67" AMOLED, 1080 × 2400 pixel @120 Hz con Dolby Vision e HDR10+       | Qualcomm SM7475-AB SnapDragon 7+ Gen 2 (1 × 2,91 GHz Cortex-X2 + 3 × 2,49 GHz Cortex-A710 + 4 × 1,8 GHz Cortex-A510) | Qualcomm Andreno 725  | 256 GB                      | 8/12 GB                   | 64 MP principale con HDR e OIS 8 MP ultragrandangolare 2 MP macro                                                               | 16 MP                       | 5000 mAh | Android 13                      |                             |
| POCO F5 Pro       | 2023              | 6.67" AMOLED, 1440 × 3200 pixel @120 Hz con Dolby Vision e HDR10+       | Qualcomm SM8475 SnapDragon 8+ Gen 1 (1 × 3,0 GHz Cortex-X2 + 3 × 2,5 GHz Cortex-A710 + 4 × 1,80 GHz Cortex-A510)     | Qualcomm Andreno 730  | 256/512 GB                  | 8/12 GB                   | 64 MP principale con HDR e OIS 8 MP ultragrandangolare 2 MP macro                                                               | 16 MP                       | 5160 mAh | Android 13                      |                             |
| POCO C65          | 2023              | 6.74" IPS, 720 × 1600 pixel                                             | MediaTek MT6769Z Helio G85 (2 × 2,0 GHz Cortex-A75 + 6 × 1,8 GHz Cortex-A55)                                         | Mali-G52 MC2          | 128/256 GB                  | 4/6/8 GB                  | 50 MP principale con HDR 0.08 MP Sensore TOF di profondità 2 MP macro                                                           | 8 MP                        | 5000 mAh | Android 13                      |                             |
| POCO M6           | 2023              | 6.74" IPS LCD, 720 x 1600 pixel @90 Hz                                  | MediaTek Dimensity 6100+ (2 × 2,2 GHz Cortex-A76 + 6 × 2,0 GHz Cortex-A55)                                           | Mali-G52 MC2          | 128/256 GB                  | 4/6/8 GB                  | 50 MP principale con autofocus e HDR 0.08 MP sensore di profondità                                                              | 5 MP                        | 5000 mAh | Android 13 MIUI 14              |                             |
| POCO M6 Pro 5G    | 2023              | 6.79" IPS LCD, 1080 × 2460 pixel @90 Hz                                 | Qualcomm Snapdragon 4 Gen 2 (2 × 2,2 GHz Cortex-A78 + 6 × 1,95 GHz Cortex-A55)                                       | 64/128/256 GB         | 4/6/8 GB                    | 4/6/8 GB                  | 50 MP principale con autofocus e HDR 2 MP sensore di profondità                                                                 | 8 MP                        | 5000 mAh | Android 13 MIUI 14              |                             |
| POCO M6 Pro       | 2024              | 6.67" AMOLED, 1080 × 2400 pixel @120 Hz                                 | Mediatek Helio G99 Ultra (2 × 2,2 GHz Cortex-A76 + 6 × 2,0 GHz Cortex-A55)                                           | 256/512 GB            | 4/6/8 GB                    | 8/12 GB                   | 64 MP principale con autofocus e HDR e OIS 2 MP macro 8 MP ultragrandangolare                                                   | 16 MP                       | 5000 mAh | Android 13 MIUI 14              |                             |
| POCO X6           | 2024              | 6.67" Super AMOLED, 1220 × 2712 pixel @120 Hz con Dolby Vision          | Qualcomm SM7435-AB Snapdragon 7s Gen 2 (4 × 2,40 GHz Cortex-A78 + 4 × 1,95 GHz Cortex-A55)                           | Qualcomm Andreno 710  | 256/512 GB                  | 8/12 GB                   | 64 MP principale con HDR e PDAF e OIS 8 MP ultragrandangolare 2 MP Macro                                                        | 16 MP con HDR               | 5100 mAh | Android 13 MIUI 14              |                             |
| POCO X6 Pro       | 2024              | 6.67" Super AMOLED, 1220 × 2712 pixel @120 Hz con Dolby Vision e HDR10+ | Mediatek Dimensity 8300 Ultra (1 × 3,35 GHz Cortex-A715 + 3 × 3,20 GHz Cortex-A715 + 4 × 2,20 GHz Cortex-A510)       | Mali G615-MC6         | 256/512 GB                  | 8/12 GB                   | 64 MP principale con HDR e PDAF e OIS 8 MP ultragrandangolare 2 MP Macro                                                        | 16 MP con HDR               | 5000 mAh | Android 14 with HyperOS         |                             |
| POCO X6 Neo       | 2024              | 6.67" Super AMOLED, 1080 × 2400 pixel @120 Hz                           | Mediatek Dimensity 6800 (2 × 2,40 GHz Cortex-A76 + 6 × 2,0 GHz Cortex-A55)                                           | Mali-G57 MC2          | 128/256 GB                  | 8/12 GB                   | 108 MP principale con HDR e PDAF 2 MP sensore di profondità                                                                     | 16 MP con HDR               | 5000 mAh | Android 14                      |                             |

### Tablet
- Xiaomi Mi Pad
- Xiaomi Mi Pad 2
- Xiaomi Mi Pad 3
- Xiaomi Mi Pad 4
- Xiaomi Mi Pad 4 Plus
- Xiaomi Pad 5
- Xiaomi Pad 5 Pro
- Xiaomi Pad 5 Pro 12.4
- Redmi Pad
- Xiaomi Pad 6
- Xiaomi Pad 6 Pro
- Xiaomi Pad 7
- Xiaomi Pad 7 Pro

### Computer
- Xiaomi Mi Notebook Pro 15.6"
- Xiaomi Mi Notebook Pro 13.3"
- Xiaomi Mi Notebook Air 12.5"
- Xiaomi Mi Notebook Air 13.3"

### TV

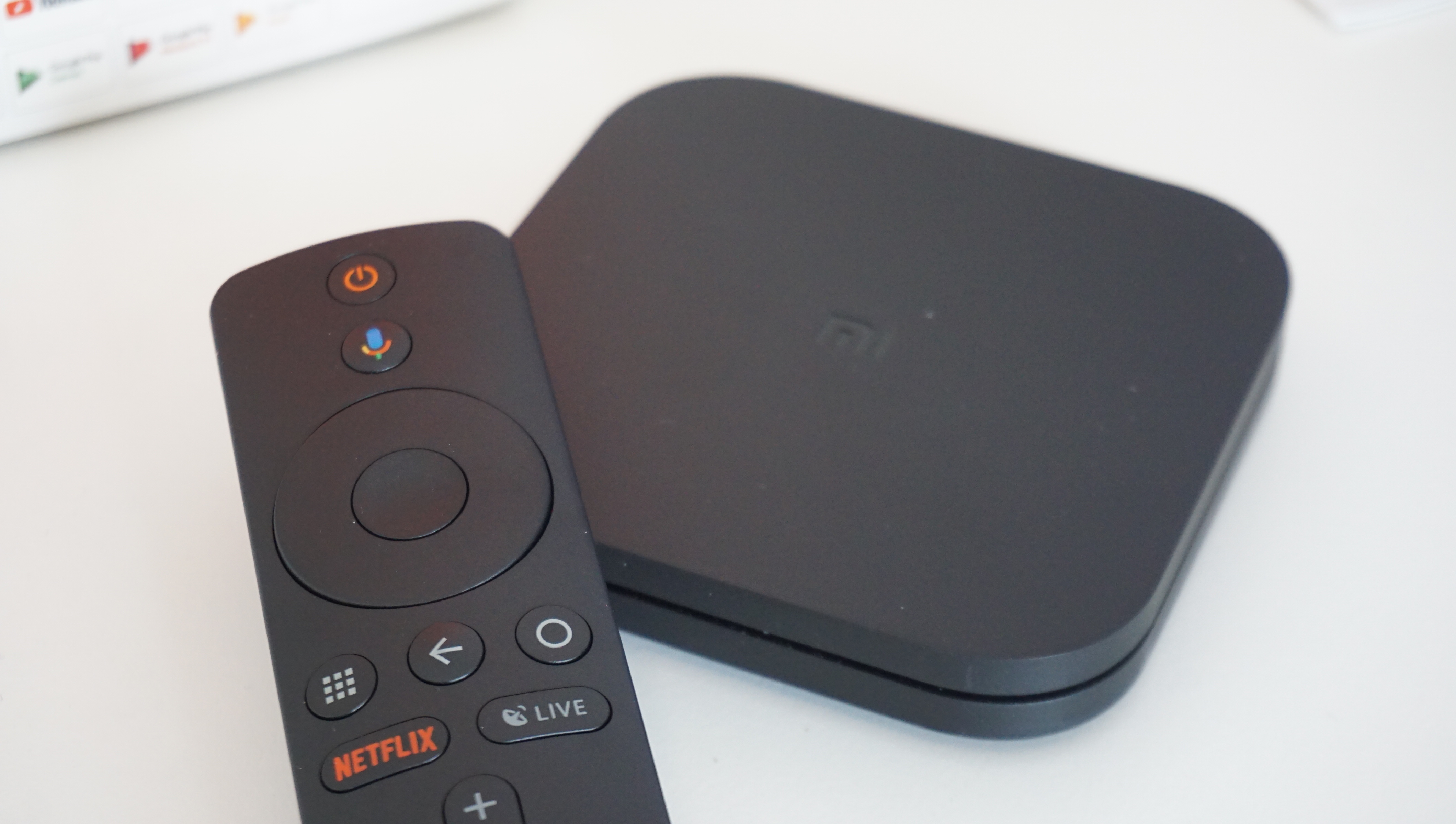
Xiaomi Mi Box S

- Xiaomi Mi TV
- Xiaomi Mi TV 2 40"
- Xiaomi Mi TV 2 49"
- Xiaomi Mi TV 2 55"
- Xiaomi Mi TV 2S
- Xiaomi Mi TV 3 55"
- Xiaomi Mi TV 3 60"
- Xiaomi Mi TV 3 70"
- Xiaomi Mi TV 3S 43"
- Xiaomi Mi TV 3S 48"
- Xiaomi Mi TV 3S 65"
- Xiaomi Mi TV Bar
- Xiaomi Mi Box
- Xiaomi Mi Box 3
- Xiaomi Mi Home Audio

- Xiaomi F2 32/43/50/55
- Xiaomi Tv A2
- Xiaomi Tv P1E

### Fotografia
- Xiaomi YI Action Camera
- Xiaomi YI 4K Action Camera
- Xiaomi YI 4K+ Action Camera
- Xiaomi Mijia Camera Mini 4K Action Camera
- Xiaomi YI M1 Mirrorless Camera
- Xiaomi YI Dash Cam Telecamera per Auto
- Xiaomi Mijia Camera DVR per Auto
- FIMI PALM
- FIMI PALM 2

### Indossabili

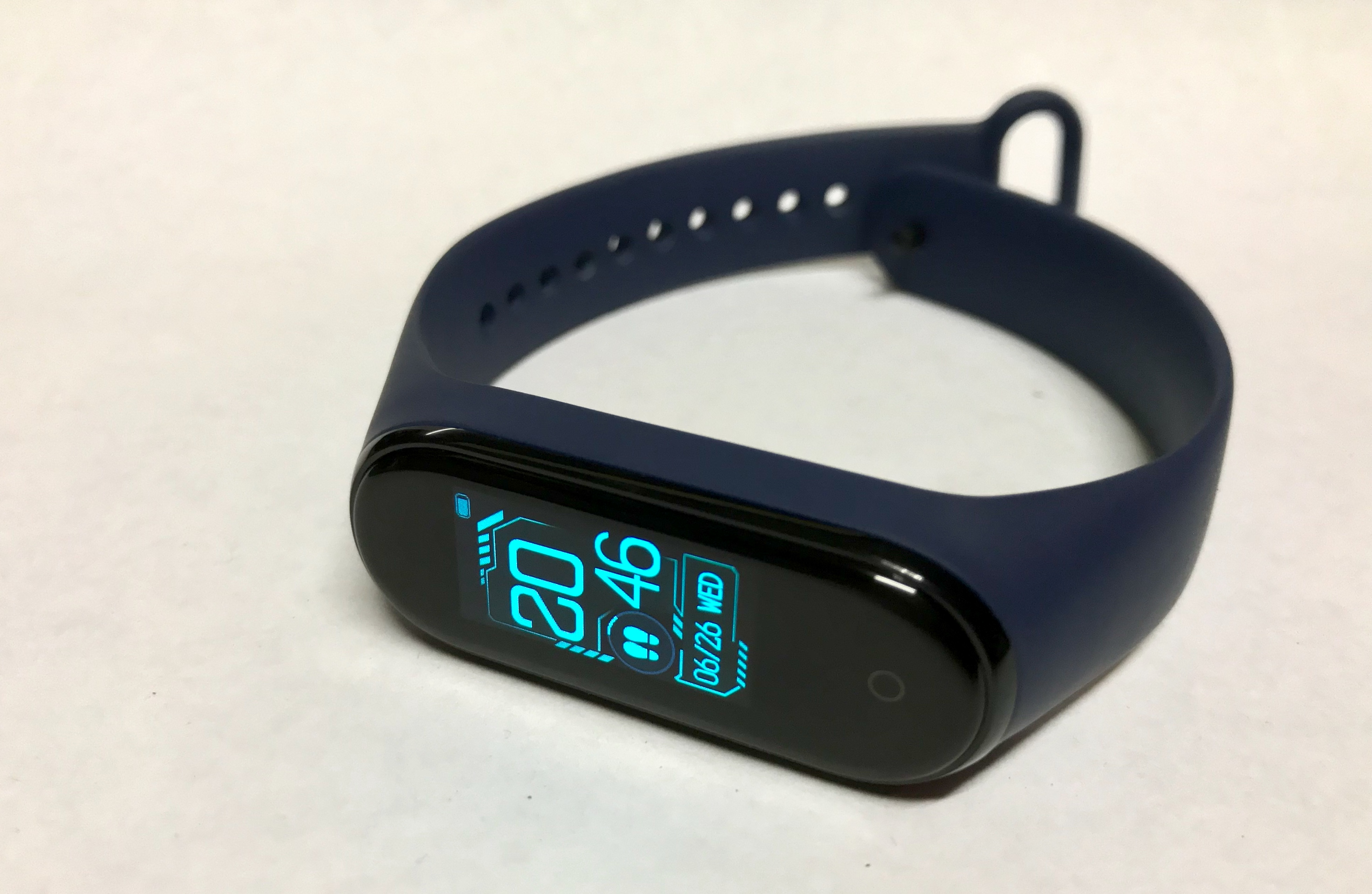
Xiaomi Mi Band 4

In collaborazione con Zepp (precedentemente conosciuta come Huami) commercializza la serie Mi Band dal 2014. L'accordo le due aziende prevede anche la distribuzione internazionale dei prodotti con marchio Amazfit, brand indipendente che erroneamente è spesso associato direttamente a Xiaomi.
- Xiaomi Mi Band 1 e 1S
- Xiaomi Mi Band 2 e 2S
- Xiaomi Mi Band 3
- Xiaomi Mi Band 4
- Xiaomi Mi Band 5
- Xiaomi Mi Smart Band 6
- Xiaomi Mi Watch
- Xiaomi Huami Amazfit Smartband
- Xiaomi Amazfit Stratos
- Xiaomi Amazfit Pace
- Xiaomi Amazfit WeLoop
- Xiaomi Amazfit Bip
- Xiaomi Smart Sneakers

### Software
- MIUI

### Droni
Shenzhen Fimi Robot Technology Co., Ltd.
- Mi Drone 1080P
- Mi Drone 4K
- FIMI X8 SE
- FIMI X8 SE 2020
- FIMI X8 Mini
- FIMI A3
- XIAOMI MITU

### Auto
- Xiaomi SU7

## Dati statistici
- L'impresa cinese ha lanciato il suo primo cellulare nell'agosto 2011 e ha guadagnato rapidamente fette di mercato in Cina fino a diventare il principale produttore del paese nel 2014.[39]
- Al 2017 era il quarto produttore mondiale dopo Apple, Samsung e Huawei ad aver sviluppato internamente un system-on-a-chip (SoC) per dispositivi mobili.[40][41]
- All'inizio del secondo trimestre del 2018, Xiaomi divenne il quarto produttore mondiale di cellulari, con posizioni dominanti nei mercati cinese e indiano.[42][43][44][45]
- Al 2021 contava 33 427 dipendenti a livello mondiale e risultava operante anche nei mercati della Grande Cina, Singapore, Giappone, Corea del Sud, Russia, Sudafrica, sud est asiatico e Europa.[2][46][47]
- Al 2022 secondo Forbes, Lei Jun, fondatore e amministratore delegato, ha un patrimonio netto di circa 9,8 miliardi di dollari,[48] e si trovava alla 266ª posizione nella Fortune Global 500[49] e alla 292ª delle compagnie più influenti al mondo della Forbes Global 2000.[50]

## Loghi

Primo logo di Xiaomi (2010-2021)
Attuale logo (2021-)